# Список поширених хибних уявлень
Цей неповний список не має на меті бути вичерпним.
Цей список поширених помилок (міфів) дає пояснення хибним переконанням щодо відомих тем, які наразі широко поширені. Оманливе уявлення і відповідні факти було розглянуто в опублікованій літературі. Зверніть увагу, що кожен запис має формат корекції; самі хибні уявлення припускаються, а не стверджуються.

## Мистецтво і культура

### Їжа і кулінарія

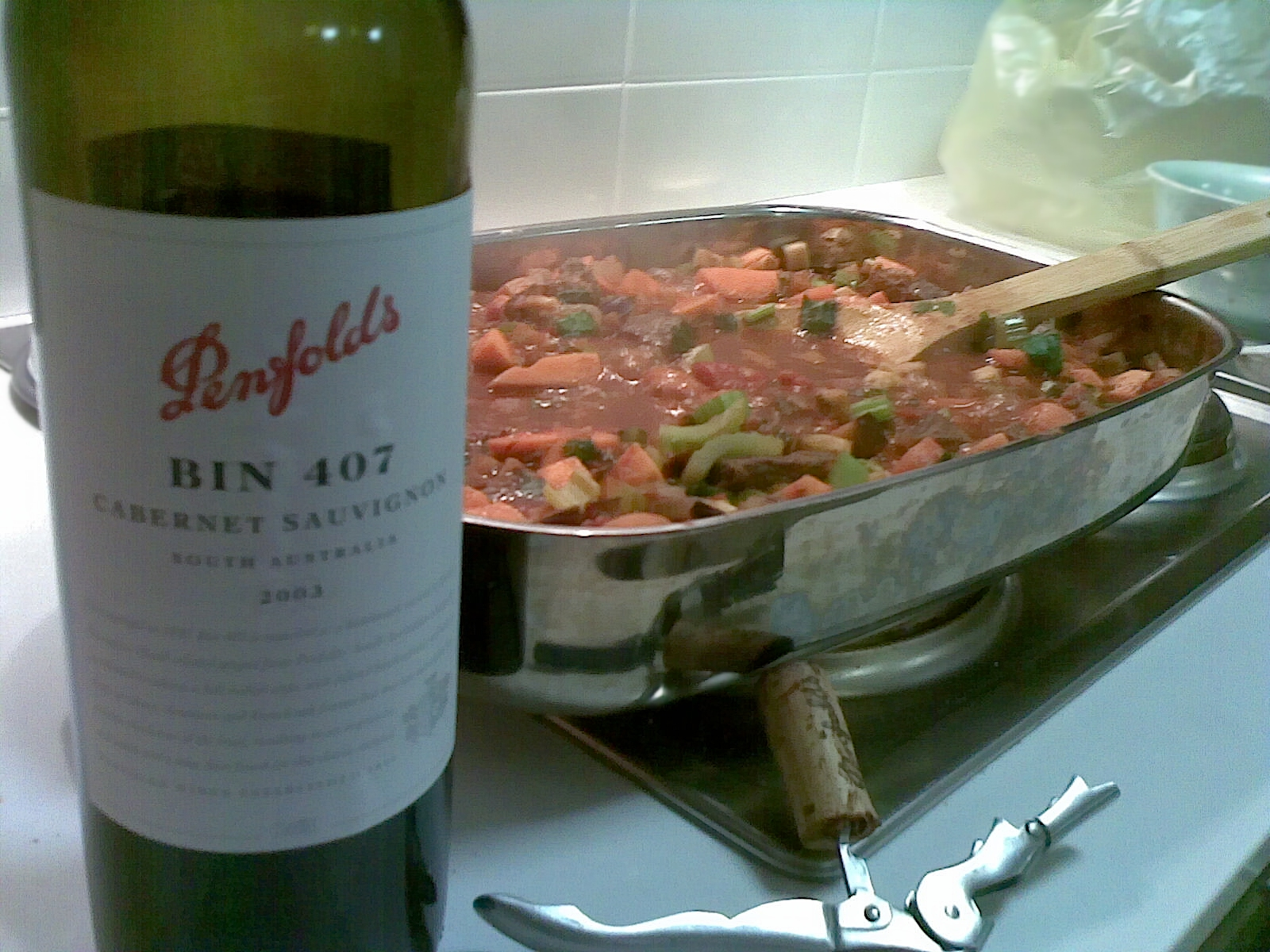
У стравах, приготованих з вином, зберігається певна частка алкоголю

- У обсмаженому м'ясі зберігається волога. Насправді у результаті припікання м'яса волога може втрачатися, порівняно з приготуванням без цієї техніки за ту ж кількість часу. Загалом, цінність припікання м'яса не втому, щоб висушити його, а в тому, що воно утворює коричневу кірку з багатим смаком внаслідок реакції Майяра.[1][2]
- Алкоголь не зберігається в стравах. У продуктах харчування, приготованих з вином або лікером, зберігається алкоголь: за даними дослідження, залишається 25 % алкоголю після однієї години запікання або томління, і 10 % після двох годин. У будь-якому разі, однак, кількість алкоголю, що потрапляє в організм при споживанні приготованої з ним їжі, рідко-коли — якщо взагалі — досягає того рівня, щоб спричинити бодай легке сп'яніння.[3][4]
- Глутамат натрію спричиняє синдром китайського ресторану. Немає даних, що підтверджують вплив глутамату натрію на виникнення головного болю при мігрені або інші симптоми так званого синдрому китайського ресторану. Хоча були повідомлення про чутливі до глутамату натрію підгрупи населення, але це не підтвердилося під час випробувань з використанням плацебо[en].[5][6]
- Мікрохвильові печі нагрівають їжу зсередини. Мікрохвильові печі не готують їжу рівномірно зсередини по всій її глибині. Насправді глибина проникнення мікрохвиль залежить від складу їжі та частоти, на низьких мікрохвильових частотах (більшій довжині хвиль) вони проникають глибше.
- Метал у мікрохвильовці може спалити її. Якщо помістити метал всередину мікрохвильової печі, це не пошкодить електроніку пристрою саме по собі. Є, однак, інші небезпечні можливості: на металі, не призначеному для використання в мікрохвильовій печі, може виникнути дуговий розряд, а металеві предмети можуть нагрітися настільки, що пошкодять їжу, шкіру або внутрішню поверхню печі. Безпечно використовувати металеві предмети, призначені для мікрохвильової печі, наприклад, спеціальні рукави для запікання чи платформи для готування піци.[7]

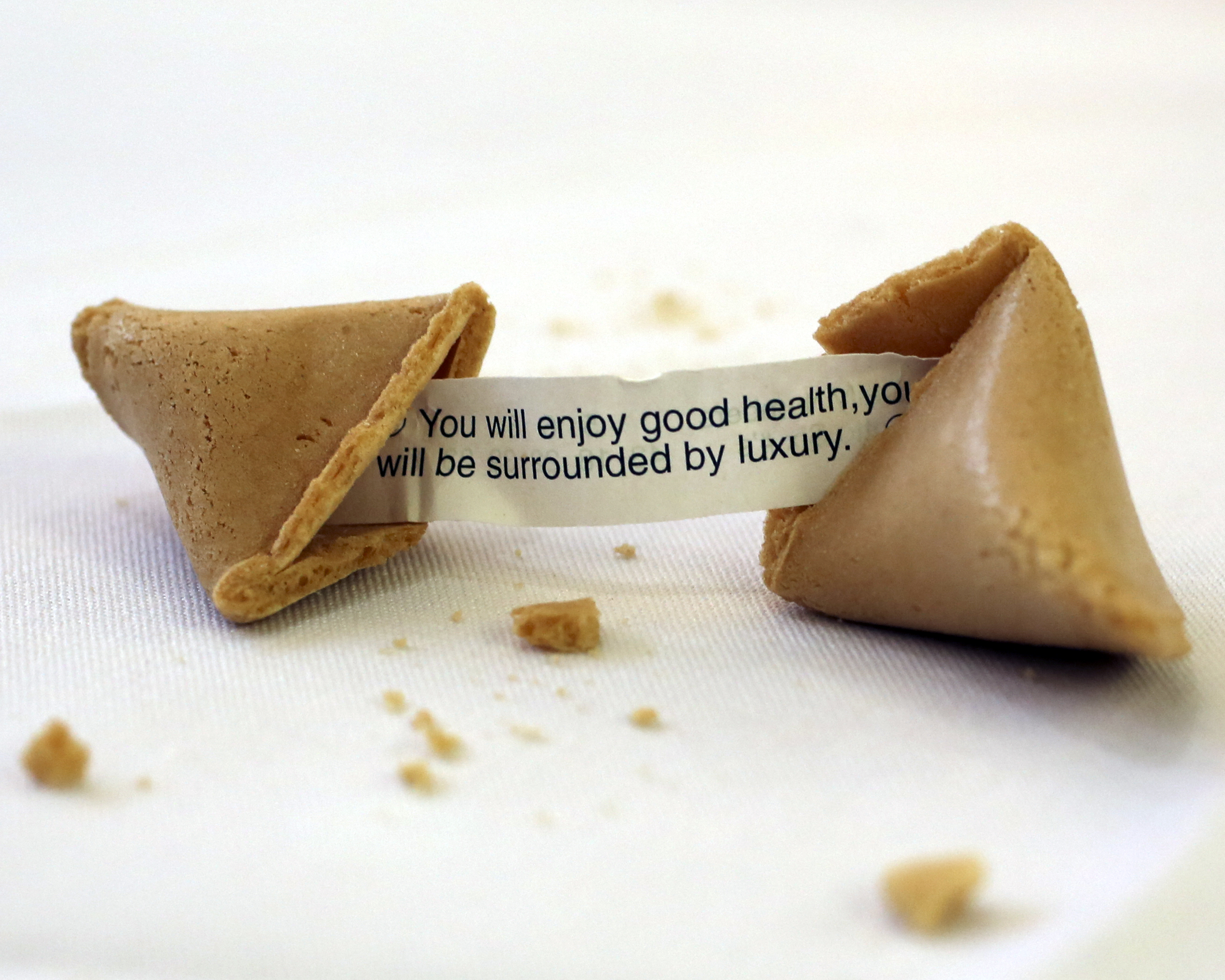
Печиво з передбаченням, популярне у США, вигадали у Японії

- Мікрохвильовка працює на резонансі частот. Принцип дії мікрохвильової печі — діелектричне нагрівання[en], а не резонансні частоти води, а тому мікрохвильові печі можуть працювати на багатьох частотах. Молекули води зазнають впливу інтенсивного електромагнітного поля в сильних нерезонансних мікрохвилях, які створюють тепло. Резонансна частота ізольованих молекул води, що складає 22 ГГц, має надто коротку довжину хвилі, щоб проникнути в більшість продуктів харчування на корисну глибину. Типова частота печі 2.45 ГГц була вибрана частково через здатність проникати в харчовий об'єкт середнього розміру і, частково, щоб уникнути накладання на частоти зв'язку, коли мікрохвильові печі стали комерційно доступними.[8]
- Пироги Twinkie зберігаються 75 років. Американські Twinkie[en] мають термін придатності близько 45 днів[9] (25 в їх оригінальному формулюванні) — набагато менше, ніж дехто вважає.[10] Вони, як правило, залишаються на полицях магазинів тільки 7—10 днів.[11]
- Печиво з передбаченнями винайшли в Америці. Незважаючи на те, що його пов'язують з китайською кухнею у США, печиво з передбаченням винайшли японці.[12] Це печиво вкрай рідкісне в Китаї, де воно вважається символом американської кухні.[13]
- Еспресо містить більше кофеїну, ніж звичайна кава. Стандартна чашка заварної кави має більше кофеїну, ніж еспресо. Віра в протилежне випливає з того, що еспресо має вищу концентрацію кофеїну, яка компенсується значно більшим об'ємом звичайної чашки кави.[14]

### Законодавство і злочинність
- Про зникнення людини потрібно повідомляти в поліцію через добу. Рідко коли необхідно чекати 24 години до подачі заяви про зникнення людини. У тих випадках, коли є докази насильства або незвичайної відсутності, правоохоронні органи у Сполучених Штатах часто підкреслюють важливість початку розслідування в найкоротші терміни,[15] а сайт уряду Великої Британії чітко вказує: «Не потрібно 24 години, щоб зв'язатися з поліцією».[16]
- Женевська конвенція забороняє використання кулемета Browning M2. Женевська Конвенція дозволяє використовувати кулемет Browning M2 калібру .50 проти ворога. Віра в протилежне могла виникнути через обмеження, що накладалися на американських військових під час корейської і в'єтнамської воєн через брак боєприпасів; аналогічні тактичні обмеження на використання певного виду зброї можуть помилково вважатися забороною взагалі.[17][18][19]

### Музика
- Австрійський гімн — це пісня «Едельвейс». Австрійський національний гімн — «нім. Land der Berge, Land am Strome» («Земля гір, земля на річці»).[20] «Едельвейс» — це не гімн Австрії, а оригінальна композиція, створена для мюзиклу «Звуки музики» (The Sound of Music).
- Моцарт написав колискову у 5 років. Неправда, що колискову Twinkle, Twinkle, Little Star («Сяй, сяй, маленька зірочко») Моцарт написав у віці 5 років. Моцарт написав Варіації на тему «Ah vous dirai-je, Maman», мелодію яких взято з французької народної пісні, коли йому було 25 чи 26.[21]

### Релігія

#### Буддизм

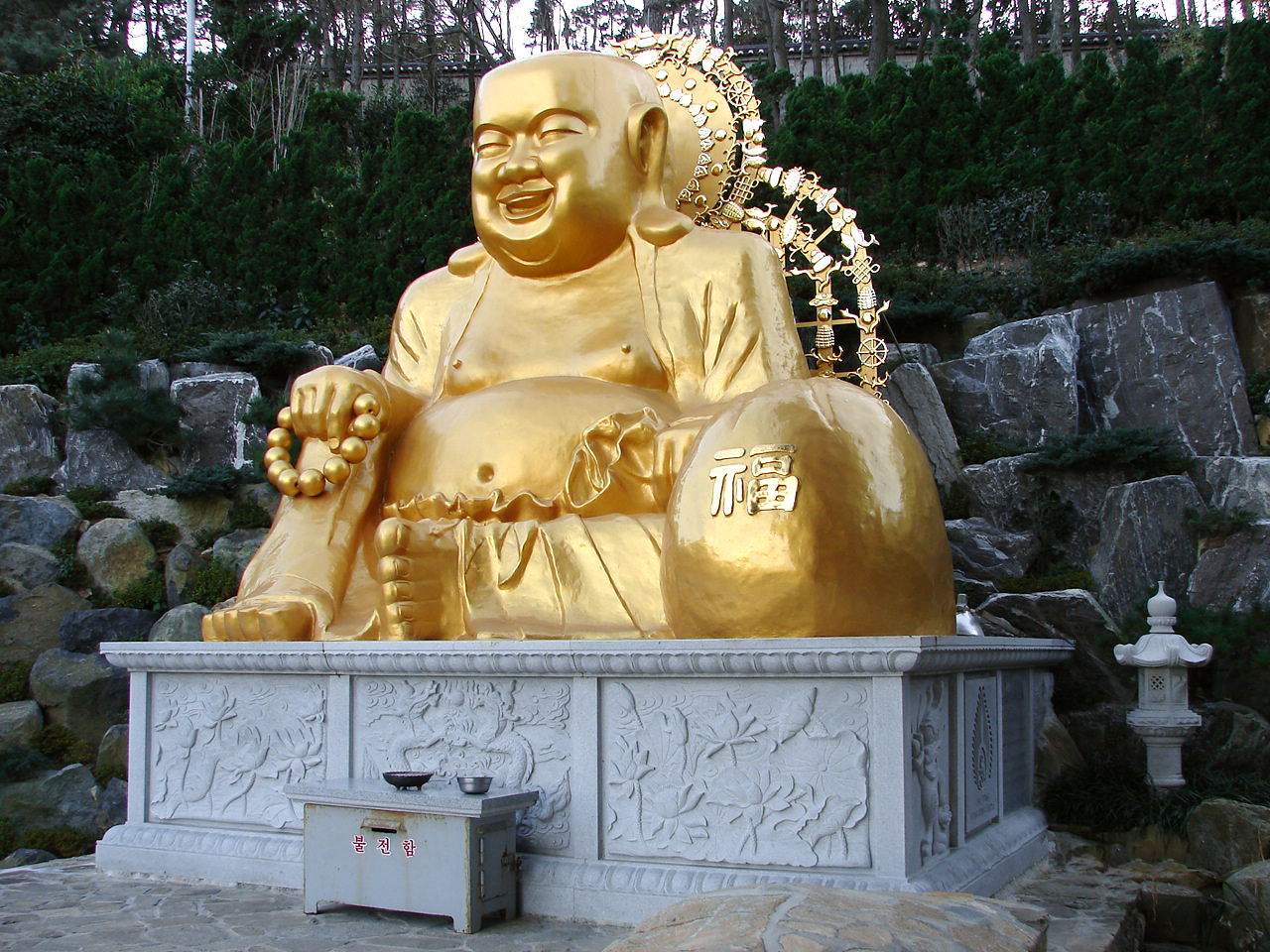
Це не Будда, але буддисти вірять, що він ним стане

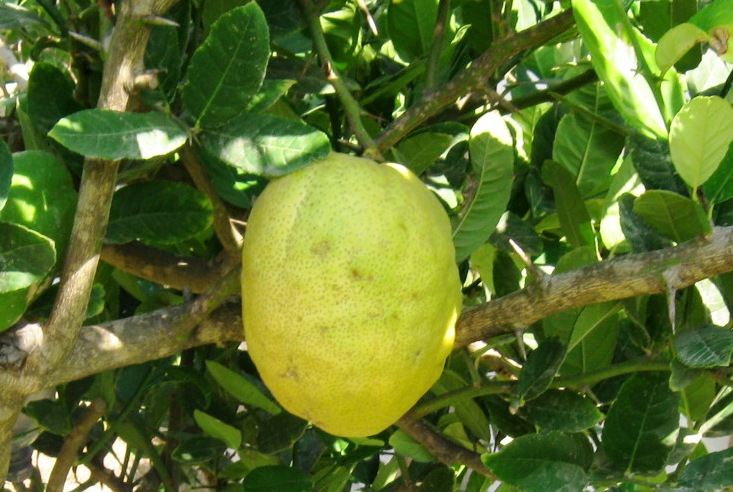
«Заборонений плід» у Біблії ніде не називають яблуком

- Це не Будда, але буддисти вірять, що він ним станеТовстий веселий Будда. Історичний Будда Ґаутама не мав ожиріння. «Пухкий Будда» або «Будда, що сміється» — це китайський народний герой 10-го століття на ім'я Будай. У китайській буддійській культурі Будая стали шанувати як втілення Майтреї, бодгісаттви, що стане Буддою, щоб відновити буддизм після того, як вчення історичного Будди, Сіддгартхи Гаутами, забудуться.[22]
- Будда — це Бог буддистів. Будда — не бог, а клас істот, які досягли просвітлення. Іншими словами, будд існує багато. У ранньому буддизмі Сіддгартха Ґаутама (найвідоміший з будд) не мав ніякої сили спасіння і всіляко заохочував «самодостатність, самодисципліну та особисті зусилля».[23] Однак у пізніших розробках Махаяна-буддизму, зокрема у школі китайського буддизму Вчення Чистої Землі, Будда Амітабга вважається спасителем. Через віру в Будду Амітабгу можна переродитися в Чистій Землі. Хоча у Буддизмі Чистої Землі Будда є спасителем, він все одно не вважається Богом у загальному розумінні цього терміна[24].

#### Християнство та юдаїзм
- Заборонений плід був яблуком. Заборонений плід, що згадується в Книзі Буття, ні разу не називається яблуком,[25] як часто зображується в творах західного мистецтва. Оригінальні тексти івритом згадують тільки дерево і плід. Ранні латинські переклади використовують слово mali, яке можна розуміти як «зло» і як «яблуко». У ранніх германських мовах слово «яблуко» і його однокореневі слова, як правило, означали просто «плід». Німецькі та французькі художники зазвичай зображують цей плід як яблуко, починаючи з 12-го століття, і в «Ареопагітиці» Джона Мілтона 1644 року плід явно згадується як яблуко.[26] Єврейські дослідники припускають, що плодом міг бути виноград, фіга, пшениця, абрикос або етрог (плід цитрона).[27]
- Ісус Христос народився 25 грудня. Немає жодних доказів, що Ісус народився 25 грудня.[28] Згадки у Біблії не містять дату 25 грудня, але можуть означати дату ближче до вересня. Фіксована дата приписується Папі Юлію I, тому що 350 року н. е. він проголосив двадцять п'яте грудня офіційною датою святкування.[29][30] Таку дату було обрано, можливо, щоб відповідати або рівно дев'ятьом місяцям від вірогідного зачаття,[31][32] або дню римського зимового сонцестояння,[33] або одному з різних стародавніх зимових свят.[34]
- Три волхви. Біблія не говорить, що саме три волхви прийшли провідати немовля Ісуса, або що вони були царями, або що їхали на верблюдах, або що їх імена були Каспер, Мельхіор і Бальтазар. Зазвичай поєднують вірші Матвія 2 й Ісаї 60:1-3.
Уставай, світися, Єрусалиме, бо прийшло твоє світло, а слава Господня над тобою зася́ла! 2 Бо те́мрява землю вкрива́є, а мо́рок — наро́ди, та сяє Господь над тобою, і слава Його над тобою з'явля́ється! 3 І пі́дуть наро́ди за світлом твоїм, а царі — за ясністю ся́йва твого́.[35]

Припускаються три волхви, тому що описані три дари, і в художній іконографії Різдва майже завжди зображено три волхви починаючи з 3-го століття. Біблія не вказує часового проміжку між народженням і візитом волхвів, і художні зображення та близькість традиційних дат 25 грудня і 6 січня підтримують популярне припущення, що ці відвідини відбулися в ту ж пору року, що й народження, але пізніші варіації дозволяють припустити, що це могло статися до двох років пізніше. Цей максимальний період пояснює наказ Ірода у Євангелії від Матвія 2:16-18, що побиття немовлят включає хлопчиків віком до двох років.

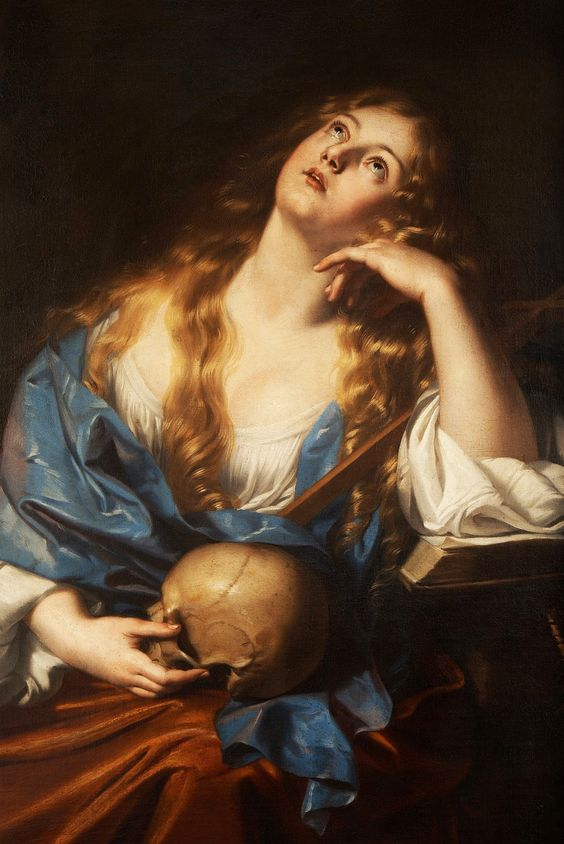
У жодній частині Біблії Марія Магдалина не описується як повія

- Марія Магдалина була повією. Твердження про те, що Марія Магдалина була повією до зустрічі з Ісусом, не знаходить підтвердження в Біблії. В Євангелії від Луки є уривок про жінку з репутацією грішниці (що може означати проституцію) безпосередньо перед тим, як у текст вперше вводиться Марія Магдалина. Для католицької церкви, з часів папи Григорія I у 6-му столітті, якщо не раніше, історично прийнято вважати, що ці дві згадки стосуються тієї самої жінки, тож вважається, що до зустрічі з Ісусом Марія Магдалина була повією. Але немає прямих доказів у Біблії зв'язку між цими згадками, більшість сучасних дослідників стверджують, що вона найімовірніше не була повією, і навіть католицька церква більше не стверджує, що два уривки з Луки відносяться до однієї людини.[39][40]
- «Із Савла в Павла». Не сказано ні в Діяннях Апостолів, ні в іншому місці Біблії, що Саул із Тарса змінив своє ім'я після його перетворення по дорозі в Дамаск. Він народився євреєм з римським громадянством, успадкованим від батька, і таким чином мав ім'я і латиною, й івритом від народження. Він перестав використовувати своє єврейське ім'я «Саул» (іврит: שָׁאוּל, сучасний іврит Sha'ul) і почав вживати замість нього римське «Павло» (лат. Paulus), коли став місіонером. Чи ця зміна відображає новий контекст, у якому він почав діяти, чи його внутрішню зміну, не сказано ні в Біблії, ні в інших тогочасних джерелах, тож може бути лише здогадом. Лука вказує на співіснування імен у Діях 13:9: «…Савл, що й Павло він…».[41][42]
- Богородиця була незаймана до народження Христа. Термін «лат. Immaculata Conceptio» не був придуманий для співвідношення з непорочним зачаттям Ісуса і не означає припущення про непорочне зачаття його матері Марії. Натомість він позначає католицький догмат про те, що на Марію в момент її зачаття не перейшов перворідний гріх.[43]
- Непогрішність папи римського. Римо-католицький догмат не стверджує, що папа римський є безгрішним або непомильним.[44] Католицька догма з 1870 року справді стверджує, що догматичне вчення, що міститься в божественному одкровенні, яке оприлюднюється папою (навмисно, і за певних, дуже специфічних обставин), не містить помилок, хоча на практиці використання папської непомильності є рідкісним. У той час, як більшість богословів заявляють, що канонізації відповідають необхідним умовам,[45] все ж більшість сучасних пап закінчили своє правління без єдиного застосування догми непомильності. Таким чином, навіть коли папа виступає в своїй офіційній ролі, догма не стверджує, що він убезпечений від помилок.
- Мормони практикують багатоженство. Члени Церкви Ісуса Христа Святих останніх днів (ЦІХСОД) більше не практикують полігамію, хоча це було історичною практикою цієї церкви.[46][47][48][49] Наразі ЦІХСОД відлучає від церкви всіх членів, що практикують багатоженство в організації.[50] Однак, деякі фундаменталістські секти мормонів досі практикують полігамію у своїх групах.[51][52]

#### Іслам
- Фетва означає смертний вирок. Фетва є незобов'язуючим юридичним висновком, виданим ісламським вченим за ісламським правом, таким чином звичайною справою є розходження у фетвах різних авторів. Популярна хиба[53][54], що це слово означає смертний вирок, ймовірно, пов'язана з фетвою, що її видав іранський аятола Рухолла Хомейні у 1989 році щодо автора Салмана Рушді, у якій йшлося, що той заробив собі смертний вирок за богохульство. Ця подія привела до того, що фетви отримали широку увагу засобів масової інформації на Заході.[55]
- Джихад — це війна проти немусульман. Слово «джихад» не завжди означає «священну війну»; буквально слово у перекладі з арабської означає «боротьба». Хоча існує таке поняття, як «джихад біль саїф», або джихад мечем,[56] багато сучасних ісламських дослідників зазвичай говорять, що воно має на увазі зусилля або боротьбу духовного роду.[57][58] Дослідник Лоуай Сафі стверджує, що «помилки та непорозуміння щодо природи війни і миру в Ісламі поширені як в мусульманських країнах, так і на Заході», після 11 вересня так само, як і до.[59]
- Загиблі мусульмани отримають 72 діви в раю. Коран не обіцяє мученикам 72 діви у раю. У ньому згадуються компаньйони, гурії, для усіх людей — мучеників чи ні, — але не вказується числа. Джерелом уявлення про 72 діви є хадис в Сунан Аль-Тирмізі від імама Тирмізі.[60][61] Хадиси — це слова та діяння пророка Мухаммеда, переказані іншими людьми, і як такі вони не є частиною самого Корану. Мусульмани не повинні обов'язково вірити всім хадисам, і особливо це стосується тих хадисів, які слабо підтверджені джерелами, як цей.[62] Більше того, ідуть суперечки щодо правильного перекладу. У цій же збірці Сунітських хадисів, однак, наступний вважається достовірним (хасан сахіх): «Ось шість речей, що в Аллаха для мученика. Він прощений з першим потоком крові (якого зазнає), йому вказане його місце в раю, він захищений від покарання у могилі, забезпечених від великого жаху, корона гідності кладена йому на голову — камені в ній кращі за світ і все, що в ньому, — він одружений з сімдесятьма двома дружинами з числа гурій і може заступитися за сімдесят своїх близьких родичів».[63]

### Спорт

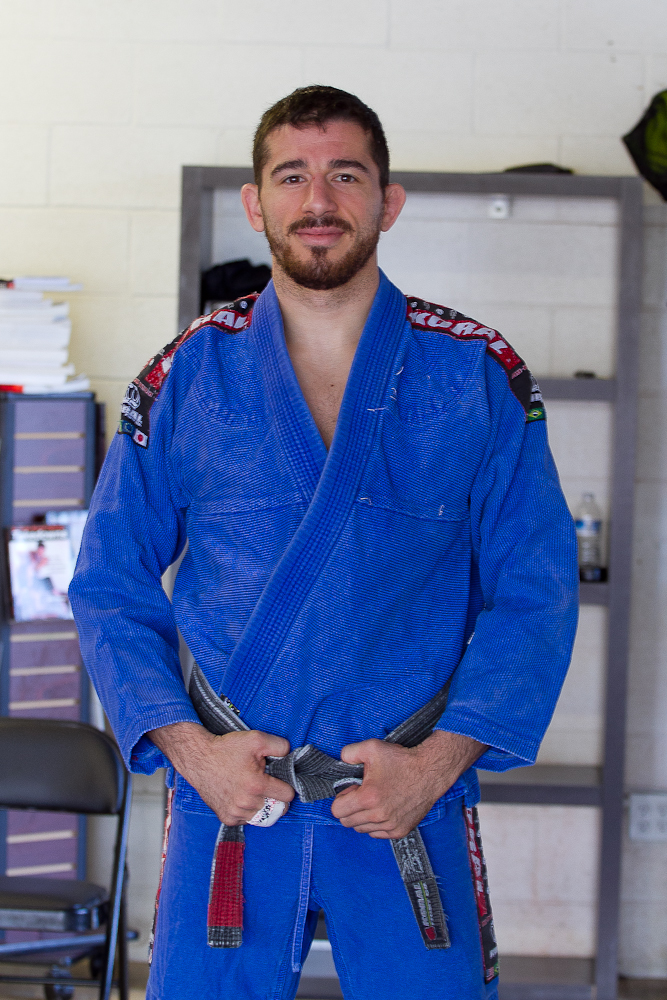
Маркос Торрегроса носить чорний пояс із червоною смугою. У деяких бойових мистецтв, таких як бразильське джіу-джитсу і дзюдо, червоні пояси вказують на більш високий ранг, ніж чорний. У деяких випадках, суцільно-червоний пояс зарезервований для засновника мистецтва, а в інших вищі ступені чорного пояса показано червоними смужками

- Винахід бейсболу. Ебнер Даблдей не винайшов бейсбол, також бейсбол не з'явився у Куперстауні (Нью-Йорк). Вважається, що він розвинувся з інших видів ігор з битою і м'ячем, таких як крикет і раундерз, а сучасного вигляду набув у Нью-Йорку.[64][65]
- Чорний пояс носять майстри єдиноборств. Чорний пояс у бойових мистецтвах не обов'язково вказує на експертний рівень чи майстерність. Його було введено в дзюдо у 1880-х роках для позначення компетенції у всіх основних техніках цього виду спорту. Ранги вищі за чорний пояс різні в різних мистецтвах: у дзюдо та деяких інших азійських бойових мистецтвах володарі вищого звання отримують пояс з почерговими червоними і білими смужками, а найвищий ранг — це суцільно-червоний пояс.[джерело?]

### Слова та фрази
- «Несправжні» слова. Нестандартні, сленгові або розмовні вирази, що їх використовують мовці англійської, інколи називають несправжніми словами, попри їх присутність у численних словниках[66], наприклад, слово «irregardless».[прим 1][67] Усі слова в англійській мові ставали прийнятними за умови широкого вжитку упродовж певного періоду часу; таким чином, існує багато неформальних слів, які наразі розглядаються як «неправильні» в офіційній промові чи на письмі, але говорити, що вони «не слова» не можна.[68] Прикладами слів, які нібито не є словами, є «conversate», «funnest», «mentee», «impactful», «thusly»,[69] які, однак, є у численних словниках англійської мови.[70]
- Походження слова «fuck». Англійське слово fuck не виникло в християнізованій англо-саксонській Англії (7 століття н. е.) ні як акронім для Fornication Under Consent of King («блуд за згодою короля»), ні як акронім для For Unlawful Carnal Knowledge («незаконне плотське пізнання») (чи то як знак, зображений над перелюбниками в колодках, чи то як кримінальне обвинувачення проти членів британських Збройних Сил); також воно не виникло під час битви при Азенкурі у 15-му столітті, як перекручене «pluck yew» (ідіоматичний вираз «натягувати тятиву»).[71] Сучасна англійська мова не була у вжитку до 16-го століття і такі слова як «блуд» і «згода» не існували в англійській у жодному вигляді до впливу англо-нормандської наприкінці 12-го століття. Найраніше точне зафіксоване вживання слова fuck в англійській — вірш Flen flyys (близько 1475), де воно пишеться як fuccant (на манір латинського дієслова 2 особи множини теперішнього часу). Слово має прагерманське походження і пов'язане або з нідерландським fokken, або німецьким ficken, або норвезьким fukka.[72]
- Походження слова «гольф». Слово «гольф» не виникало як абревіатура від Gentlemen Only, Ladies Forbidden («Тільки для джентльменів, жінкам заборонено»).[73] Справжнє походження слова невідоме, але воно існувало у середині шотландського періоду.[74][75]
- Походження слова «ґрінґо». Слово «ґрінґо» не з'явилося під час американо–мексиканської війни (1846—48), венесуельської війни за незалежність (1811—23), мексиканської революції (1910—20) або на американському Старому Заході (близько 1865—99), як спотворене «green grow» із пісень Green Grow the Lilacs чи Green Grow the Rushes, O, що їх співали солдати армії США чи ковбої;[76] воно також не виникло під час котроїсь із цих подій як спотворене «Green go home!», що нібито кричали одягненим у зелене американським військовим.[77] Це слово спочатку означало просто «іноземець», і, ймовірно, походить від ісп. griego, «грецький».[78]

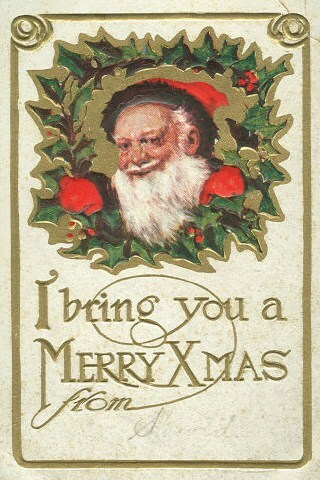
Слово «Xmas» на різдвяній листівці (1910)

- Походження слова «Xmas». Слово «Xmas» не виникало як світський план take the Christ out of Christmas («забрати Христа з Різдва»). X тут позначає грецьку букву хі, початкову літеру грецького слова Χριστός (Христос).[79] Використання слова «Xmas» в англійській мові можна прослідкувати до 1021 року, коли «монахи у Великій Британії … використовували X як абревіатуру при переписуванні класичних рукописів староанглійською на позначення Христа». В Оксфордському словнику англійської мови, вказано що «перший запис про використання „Xmas“ у значенні „Різдво“ сходить до 1551 року».[80]
- Араби казали «ворог мого ворога — мій друг». Хоча вислів «ворог мого ворога — мій друг» часто називають арабським прислів'ям, немає жодних доказів такого походження. Його точне походження невідоме. Латинська приказка amicus meus, inimicus inimici mei («мій друг, ворог мого ворога») широко використовувалася у Європі 18-го століття.[81]
- Автомобілі Шевроле Нова довелося перейменувати в Латинській Америці. Автомобілі Шевроле Нова дуже добре продавалися на латиноамериканських ринках. Попри те, що «no va» іспанською означає «не йде», «nova» сприймається як «нова́», й у Мексиці та Венесуелі, де авто почали продавати, водії охоче його купували. «Дженерал Моторс» не знадобилося перейменовувати модель,[82] попри подібні ствердження.[83][84]

## Історія

### Від стародавньої до нової історії

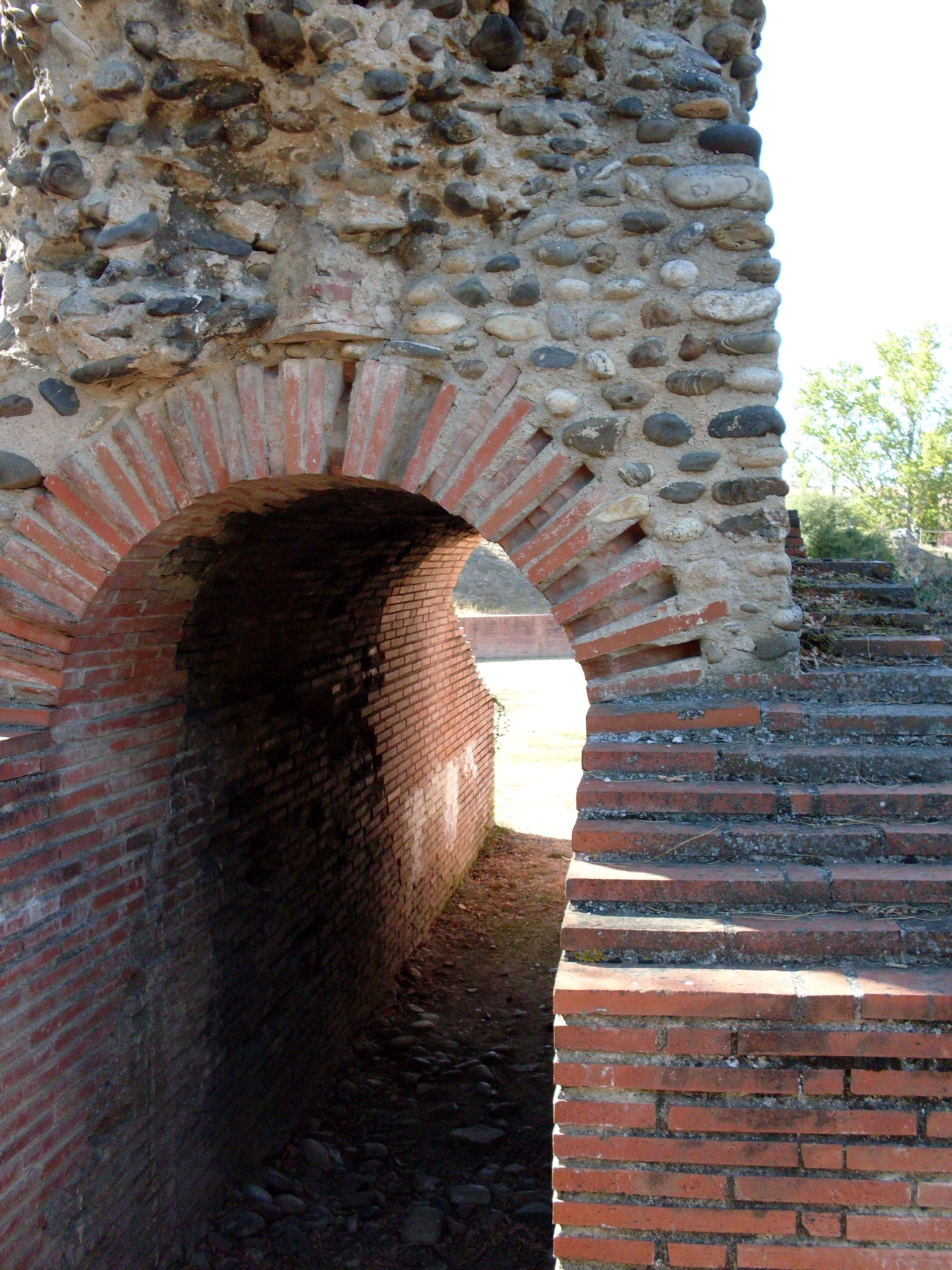
Воміторіум в Римському амфітеатрі в Тулузі

- Первісні люди жили в печерах. Термін «печерна людина» виник, оскільки в печерах добре зберігаються останки та вироби. Хоча впродовж історії відомі печерні поселення, більшість печер непридатні для тривалого проживання. Частіше вони слугували місцями поховання та здійснення обрядів[85].
- Єгипетські піраміди будували раби. Насправді будівельники пірамід були найманими працівниками та отримували платню й харчування. Уявлення про рабів-будівельників походить від слів Геродота, але археологічні знахідки, серед яких місця проживання та поховання робітників, підтверджують, що це були вільні люди, а їхня праця вважалася в давньому Єгипті почесною.[86]
- Білі античні скульптури. Давньогрецькі та давньоримські скульптури були яскраво розмальовані. До сучасності вони дійшли білими лише тому, що фарба обсипалася з часом. Але на деяких все одно наявні сліди фарби.[87]
- Римляни мали традицію блювання. Блювання не було невід'ємною частиною давньоримських традицій споживання їжі.[88] У Стародавньому Римі архітектурна деталь під назвою воміторіум був входом, через який натовп входив і виходив зі стадіону, а не спеціальним приміщенням для вивергання їжі, з яким співзвучна назва.[89]
- Вітання гладіаторів. Римські гладіатори не вживали ритуальної фрази «Аве, імператоре, ті, що йдуть на смерть, вітають тебе» перед боєм. Два стародавні римські історики згадують, що у 52 році велику групу злочинців було засуджено до смертельного бою один з одним у постановці великої морської битви на штучному озері, і вони зустріли імператора Клавдія цими словами; є версія, що після цього він пробачив їхню провину. Це єдине задокументоване використання фрази в Стародавньому Римі.[90]
- Мусульмани спалили Александрійську бібліотеку. Александрійська бібліотека не була знищена мусульманською армією під час захоплення міста у 641 році. Поширена помилка стверджує, що халіф Умар наказав зруйнувати її з таких міркувань: «Якщо ці книги узгоджуються з Кораном, то в них немає необхідності, якщо вони виступають проти Корану, то їх необхідно знищити» (або варіації цих слів). Ця історія не з'являлася у письмовій формі сотні років після описуваного інциденту (найвідоміша згадка — в роботі Бар-Иврая в XIII столітті), а в сучасних до нього описах арабського вторгнення немає згадок про знищення бібліотеки. Сучасний консенсус передбачає, що бібліотеку, найпевніше, знищено за декілька століть до цього випадку.[91][92] (Натомість вважається, що приблизно в той час було знищено бібліотеку Кесарії, ключову книгозбірню християнської літератури).[93] Взагалі, бібліотека горіла декілька разів, починаючи з часів Юлія Цезаря.
- Середньовічні люди були брудні та неохайні. В середньовіччі було добре відомо про особисту гігієну, люди милися, прали свій одяг і користувалися різними гігієнічними засобами. Хоча дійсно існував забобон, нібито часте миття може спричинити хворобу, звичайним було купання раз на тиждень, а руки й ноги мили щодня. Купалися в річках, кадках, відвідували лазні. Середньовічні лікарі радили мити голову щонайменше раз на три тижні. Відомо про гігієнічні порошки, зроблені з трав, для полоскання рота й догляду за волоссям. Розчісування волосся було щоденною процедурою. Причиною частих епідемій у середньовіччі була не відсутність особистої гігієни, а відсутність каналізації.[94][95]
- У середньовіччі люди жили по 30 років. Це правда, що середня тривалість життя в середньовіччі була низькою, однак, не слід робити висновок, що люди зазвичай помирали у віці 30 років.[96] Насправді низька середня тривалість життя попередніх епох дуже сильно залежала від високої дитячої смертності, а тривалість життя людей, які доживали до дорослого віку, була набагато вища. За однією з оцінок, 21-річний чоловік у середньовічній Англії міг дожити до 64 років.[97]

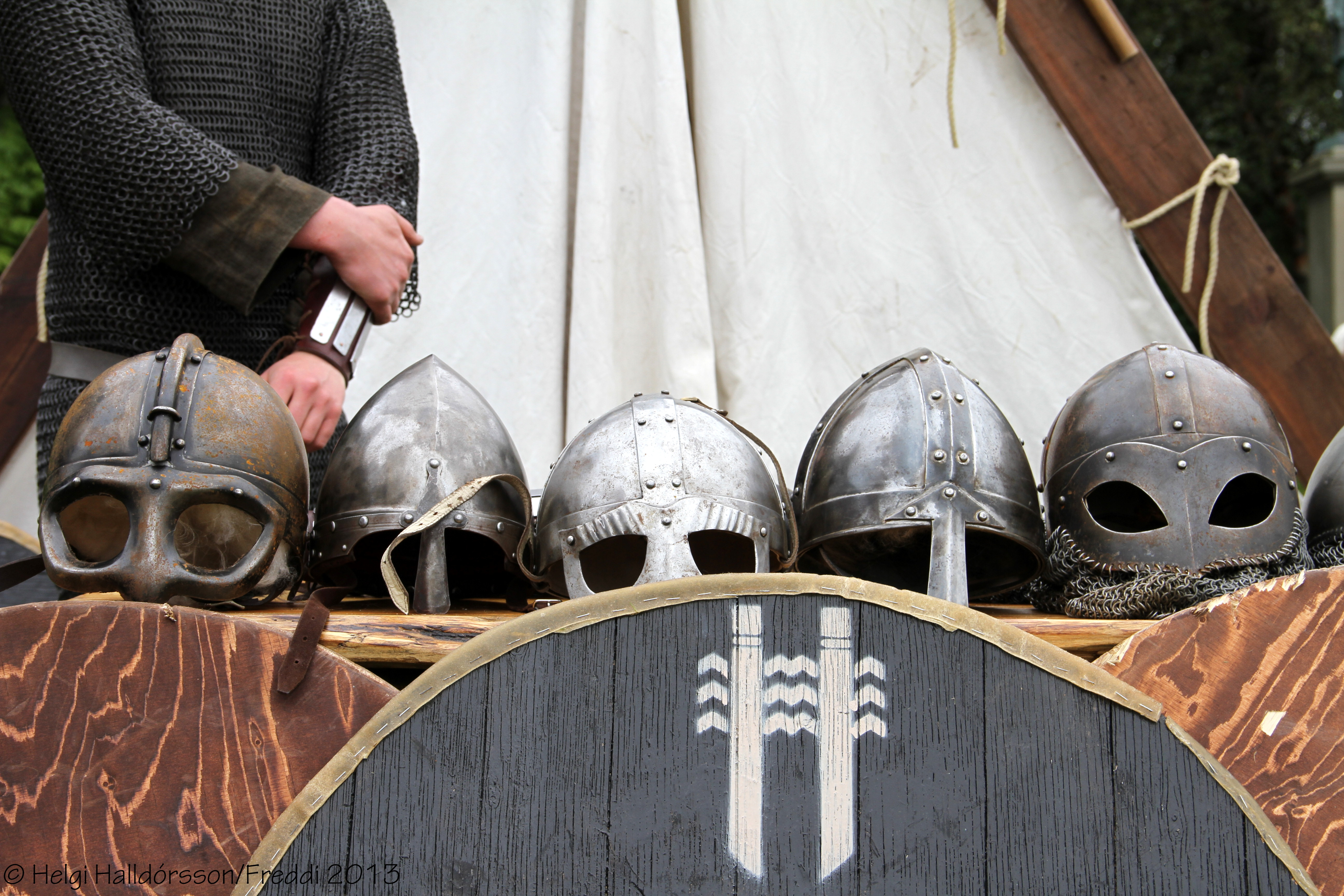
Немає доказів того, що вікінги носили рогаті шоломи

- Рогаті шоломи вікінгів. Немає доказів того, що вікінги носили шоломи з рогами.[98] Насправді, образ вікінгів у рогатих шоломах з'явився на сценографії 1876 року до постановки оперного циклу «Перстень Нібелунга» Ріхарда Вагнера.[99]
- Вікінги пили з черепів своїх ворогів. Подібно до цього, вікінги не пили з черепів убитих ворогів. Ця помилка пішла від неточного перекладу скальдського поетичного вислову ór bjúgviðum hausa (гілля черепів), вжитого щодо рога для пиття.[100]
- Наказ Канута морю. Король Канут не наказував припливу повернути назад у пориві зарозумілого неуцтва.[101] Його наміром того дня (якщо цей випадок взагалі стався) було, ймовірно, проілюструвати свою точку зору членам своєї таємної ради, що жодна людина не всемогутня, і ми всі повинні скоритися силам, що нам не підвладні, таким як припливи.
- Страти в «залізній діві». Немає жодних доказів, що «залізні діви» були винайдені в середньовіччі або що вони використовувалися для тортур. Натомість, їх було складено у 18 столітті з декількох артефактів з музеїв для того, щоб створити ефектний об'єкт для (комерційної) виставки.[102]
- Лицарі не могли самостійно сісти на коня. Пластинчастий обладунок європейських лицарів не заважав їм пересуватися і не потрібен був кран, щоб посадити вершника у сідло. Вони спокійно билися на ногах і сідали чи злазили з коня без допомоги. Натомість, воїни у пластинчатих обладунках були мобільніші, ніж ті, що носили кольчуги, оскільки кольчуга була важка і потребувала жорсткої підкладки через свою податливість.[103] Це правда, що броня, використовувана на турнірах в епоху пізнього середньовіччя, була значно важчою, ніж використовувана на війні,[104] що, імовірно, і посприяло поширенню цієї помилки.
- Середньовічний пояс вірності. Припущення, що пояс вірності, пристрій для запобігання статевим зносинам жінки, було винайдено у середньовіччі, сучасні історики ставлять під сумнів. Більшість наявних поясів цнотливості нині вважають навмисними підробками або ж антимастурбаційними пристроями XIX — початку XX століть. Останні виготовлялися внаслідок широко поширеного уявлення, що мастурбація може призводити до божевілля, і здебільшого їх купували батьки для своїх дітей-підлітків.[105]

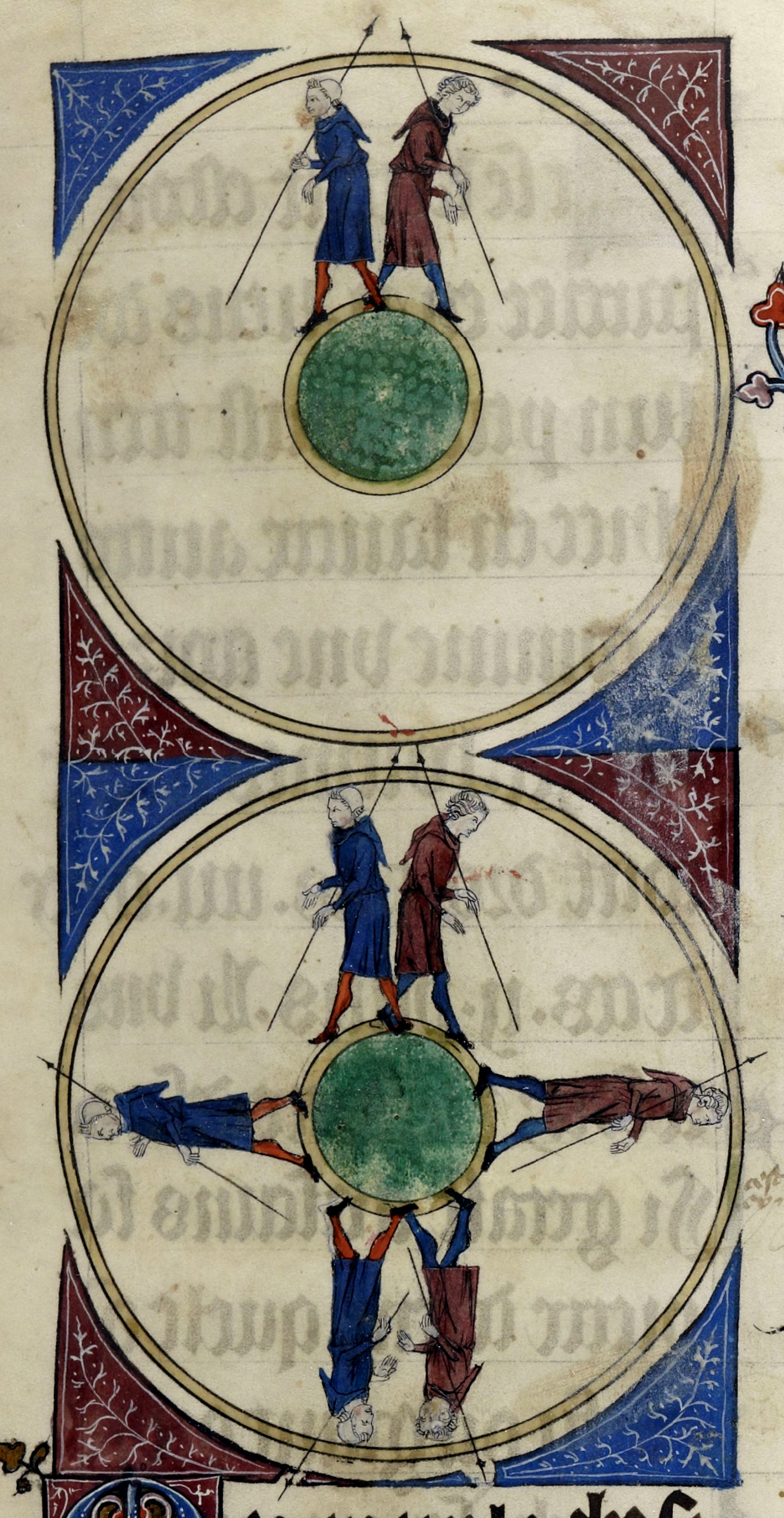
Середньовічне зображення кулястої Землі

- Давні люди вірили в пласку Землю. Не всі середньовічні європейці вважали Землю пласкою; насправді, з часів давньогрецьких філософів Платона та Аристотеля, уявлення про сферичну Землю побутувало серед європейських інтелектуалів. У результаті, Христофору Колумбу було складно знайти фінансову підтримку своїх подорожей не через віру можновладців у пласку Землю, а через дійсні побоювання, що Ост-Індія далі, ніж він уявляв.[106] Якби Америки не існувало, у нього, безсумнівно, закінчилися б припаси задовго до досягнення Азії.
- Відкриття Америки Колумбом. Колумб не був на землях, які тепер є материковою частиною США; більшість висадок із чотирьох своїх плавань, у тому числі першу висадку 12 жовтня 1492 року (дата, що лежить в основі Дня Колумба), Колумб здійснив на Карибських островах, які сьогодні є незалежними державами. Колумб також не був першим європейцем, що відвідав Америку, йому передувала висадка щонайменше Лейфа Еріксона — вважається, що він досягнув острова Ньюфаундленд (частина сучасної Канади), хоча і не дістався до материка.[107][108]
- Марко Поло привіз пасту з Китаю. Марко Поло не привіз пасту з Китаю,[109] ця помилкова думка походить з Macaroni Journal, який видається Асоціацією харчової промисловості з метою популяризації макаронів у США.[110] Марко Поло описує страву, схожу на «лазанью», у своїх «Подорожах», але він використовує термін, з яким уже був знайомий. Тверді сорти пшениці, і разом з ними макарони, якими ми знаємо їх зараз, були завезені арабами з Лівії під час завоювання Сицилії наприкінці VII-го століття, про це пише інформаційний бюлетень Національної асоціації виробників макаронів,[111] а це за шість століть до подорожі Марко Поло у Китай.
- Одяг батьків-пілігримів. Всупереч поширеному образу, батьки-пілігрими, перші поселенці Плімутської колонії не носили все чорне, і їхні капелюхи (capotain) були коротшими і круглішими, ніж часто зображувані циліндри з пряжкою. Натомість, їхня мода ґрунтувалася на тому, що носили в кінці Єлизаветинської епохи: дублети, колети і фрези. І чоловіки, й жінки носили того ж стилю взуття, панчохи, накидки, пальта і капелюхи різних кольорів, у тому числі червоні, жовті, фіолетові й зелені.[112] За даними історика Джеймса В. Бейкера з музею «Плімутська плантація», традиційний образ сформувався в XIX столітті, коли пряжки були свого роду символом екзотичності.[113][114]
- Спалення салемських відьом. Засуджених у процесі над салемськими відьмами не спалено на вогнищі; 15 із них померли у в'язниці, 19 повішено, одну людину розчавлено до смерті.[115][116]
- «Нехай їдять тістечка». Марія-Антуанетта не говорила «нехай їдять тістечка», коли почула, що французьке селянство голодує через брак хліба. Цю фразу вперше опубліковано у Сповідях Руссо, коли Марії було лише дев'ять років, і більшість вчених вважають, що Руссо вигадав фразу сам або що її сказала Марія Терезія, дружина Людовика XIV. Навіть Руссо не використовує точно такі слова, а пише Qu'ils mangent de la brioche, «нехай їдять бріош» (дорогий різновид хліба). Марія-Антуанетта була непопулярною правителькою; тому люди приписують фразу «нехай їдять тістечка» їй, відповідно до її репутації черствої, відірваної від своїх підданих королеви.[117]
- Дерев'яні зуби Вашингтона. Джордж Вашингтон не мав дерев'яних зубів. Його зубні протези були зроблені з золота, кістки гіпопотама, свинцю, зубів тварин (включаючи зуби коня і осла),[118] і, ймовірно, людських зубів, куплених у рабів.[119]
- День незалежності США. Підписання Декларації про незалежність США сталося не 4 липня 1776 року. Після того, як Другий Континентальний конгрес 2 липня проголосував за проголошення незалежності, остаточне формулювання документа було затверджено 4 липня, і він був надрукований та розповсюджений на 4-5 липня.[120] Однак фактичне підписання відбулося 2 серпня 1776.[121]
- Індичка замість орла. Бенджамін Франклін не пропонував використовувати дику індичку як символ для США замість білоголового орла. Хоча він справді працював у комісії, яка намагалася розробити печатку після проголошення незалежності, його пропозицією було зображення Мойсея. Свої заперечення проти орла як національного символу і перевагу індичці він виклав у листі до своєї дочки 1784 року у відповідь на те, що орла почав використовувати Орден Цинцінната; Франклін жодного разу не висловив цю думку публічно.[122][123]
- США могли стати німецькомовними. Не було жодного законопроєкту про впровадження німецької мови як офіційної мови США, якому б не вистачило одного голосу в Палаті представників, і жоден такий не був запропонований на рівні штату. У 1794 році була петиція від групи німецьких іммігрантів, відхилена на процедурному голосуванні 42 до 41, за якою уряд мав б публікувати деякі закони німецькою. Це стало підґрунтям легенди Мюленберга, названої на честь спікера палати в той час, Фредеріка Мюленберга, особи німецького походження, який утримався від голосування.[124][125][126]

### Нова історія

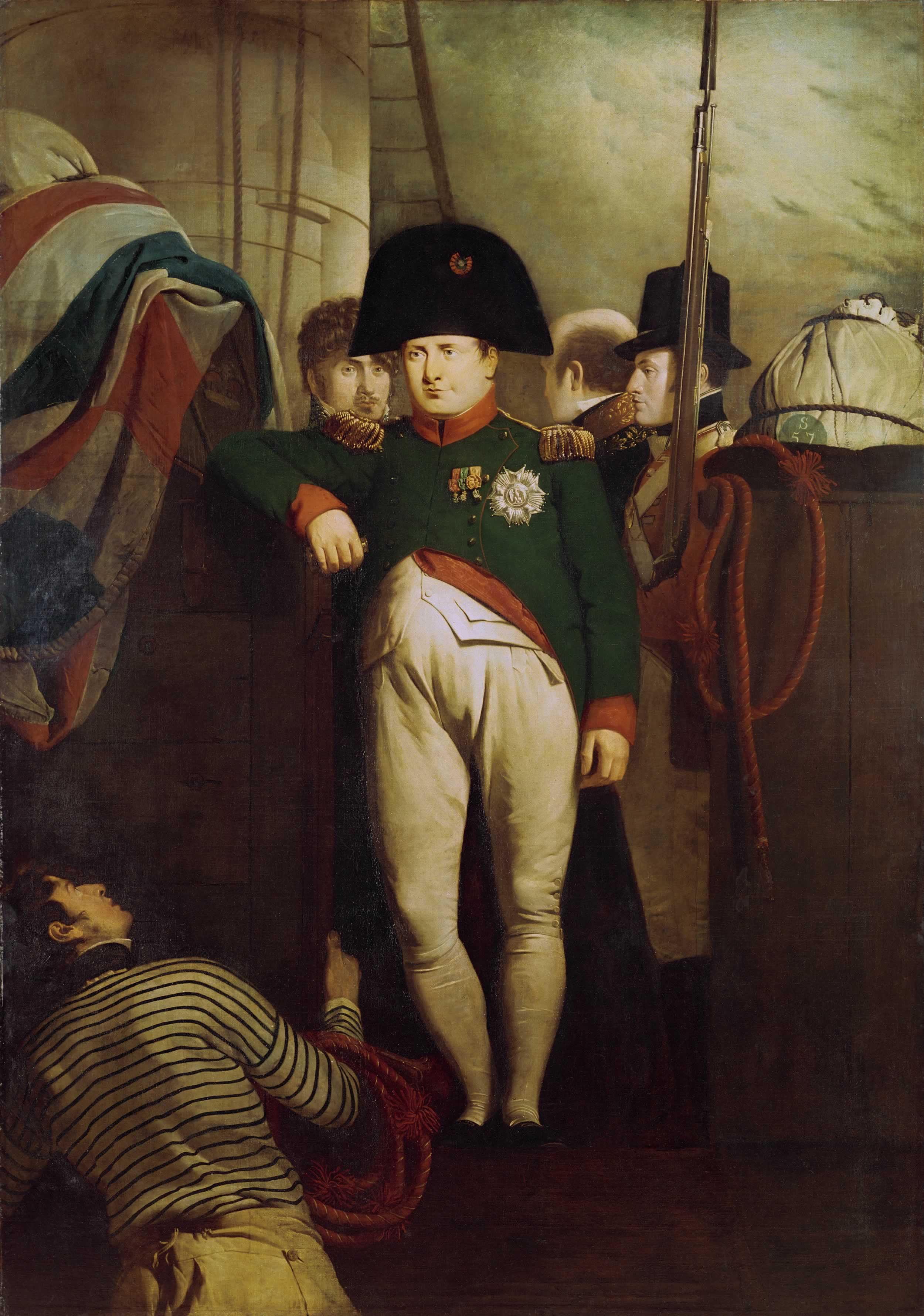
Наполеон на Беллерофонті, портрет Наполеона I, художник. Наполеон був вищим, ніж можна судити з його прізвиська «Маленький капрал»

- Низький зріст Наполеона. Наполеон Бонапарт не був низького зросту. Насправді він був трохи вищим, ніж середній француз свого часу.[127][128] Після його смерті в 1821 році, зріст імператора був записаний як 5 футів 2 дюйми у французьких футах, що в англійській системі становить 5 футів 7 дюймів (1,69 м).[129][130] Є твердження, що його прозвали le Petit Caporal (Маленький капрал) з любові.[131] Наполеон часто був у супроводі своїх охоронців, яких відбирали за зростом,[132] тому могло складатися враження, що він відносно низький на зріст.
- День незалежності Мексики. Сінко де Майо — це не День незалежності Мексики, а свято перемоги мексиканської армії над французами в битві при Пуеблі 5 травня 1862 року. Проголошення незалежності Мексики від Іспанії в 1810 році відзначається 16 вересня.[133][134]
- Ковбойські капелюхи. Ковбойські капелюхи не були популярні на Дикому Заході, і типовими головними уборами були дербі або котелки.[135] Наполегливий маркетинг моделі капелюха Boss of the Plains[en] («володар рівнин») після американської громадянської війни був головною рушійною силою популярності ковбойського капелюха, а характерні вм'ятини зверху стали стандартом лише наприкінці 19 століття.[136]
- Чикаго згоріло через корову. Велика чиказька пожежа 1871 року сталася не через те, що корова місіс О'Лірі перекинула ліхтар. Цю історію вигадав газетний репортер.[137]
- «Ви забезпечуєте фотографії, я забезпечу війну». Твердження про те, що Фредерік Ремінгтон, після призначення на Кубу в 1897 році, телеграфував Вільяму Рендольфу Герсту «…Не буде ніякої війни. Я хочу повернутися», а Герст відповів «Будь ласка, залишайтеся. Ви забезпечуєте фотографії, я забезпечу війну», є необґрунтованим. Цей епізод спочатку з'явився у книжці Джеймса Крілмана[en], хоча немає жодних доказів, що був обмін телеграмами, а є суттєві докази, що не було.[138][139]

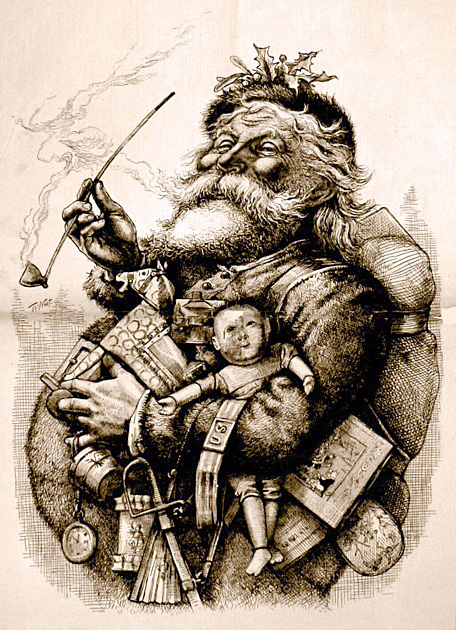
Ілюстрація Томаса Наста 1881 року, яка закарбувала сучасний образ Санта-Клауса

- Американізація прізвищ. Прізвища іммігрантів не були американізовані (добровільно, помилково чи якось іще) після прибуття на острів Елліс. Чиновники там не вели інших записів, крім перевірки суднових документів з місця походження, і просто не виконувалось паперової роботи, яка б спричинила такий ефект, не кажучи вже про закон. У той час у Нью-Йорку будь-хто міг змінити написання свого імені, просто використовуючи це нове написання.[140]
- Санта-Клаус і Кока-Кола. Поширений образ Санта-Клауса як старого в червоному вбранні не був створений компанією Кока-Кола як рекламний трюк. Незважаючи на те, що історично Санта-Клаус зображався у різному одязі різних кольорів, свого сучасного вигляду у популярній культурі він уже набув й активно використовувався в рекламі компаній та інших засобах масової інформації до того, як Кока-Кола почали використовувати цей образ тільки в 1930-х роках.[141]
- Муссоліні змусив поїзди прибувати вчасно. Італійський диктатор Беніто Муссоліні не «змусив поїзди ходити за розкладом». Більша частина ремонтних робіт була виконана ще до того, як Муссоліні і фашисти прийшли до влади у 1922 році. Свідчення з тої епохи також припускають, що легендарне дотримання розкладу італійською залізницею було більше пропагандою, ніж реальністю.[142]
- Паніка через «Війну світів». Не було масової паніки у США у 1938 році після радіовистави адаптованої Орсоном Веллсом «Війни світів» Герберта Веллса. Лише дуже невелика частка аудиторії радіостанції взагалі її слухала, а окремі повідомлення про окремі випадки і збільшену кількість виклику аварійних служб наступного дня обіграли в газетах, прагнучи дискредитувати радіо як конкурента в рекламі. Веллс і CBS, які спочатку відреагували з визнанням своєї провини, пізніше усвідомили, що цей міф зіграв їм на користь, і активно користувалися ним у пізніші роки.[143][144]
- Поляки воювали на конях проти танків. Немає жодних доказів виступу польської кавалерії зі списами і шаблями проти німецьких танків під час німецького вторгнення в Польщу у 1939 році. Ця історія, можливо, виникла у німецькій пропаганді після битви під Кроянтами[en], у якій польська кавалерійська бригада захопила німецьку піхоту зненацька й успішно розігнала її, поки не з'явились бронеавтомобілі. Хоча в той час польська кіннота все ще мала при собі шаблі на такі випадки, вони були треновані битися як високомобільна, спішена кавалерія (драгуни) й отримували легку протитанкову зброю.[145][146]
- Король Данії і зірка Давида. Під час окупації Данії нацистами під час Другої світової війни, король Данії Кристіан X не зірвав нацистський план визначити євреїв, носячи жовту зірку сам. Євреїв у Данії ніколи не змушували носити Зірку Давида. Данський рух опору допоміг більшості євреїв покинути країну до кінця війни.[147]

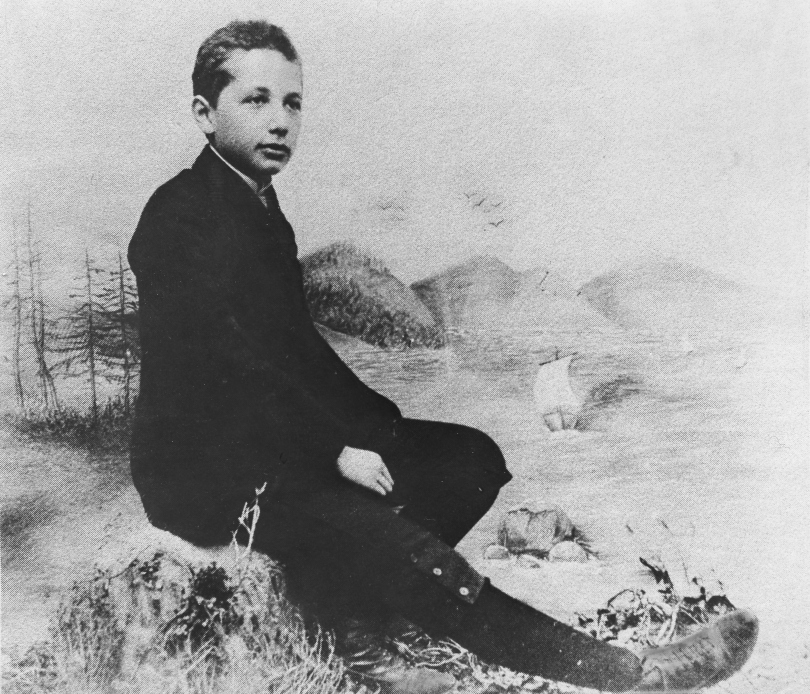
Альберт Ейнштейн (на фото йому 14 років) не завалював математику в школі

- Ейнштейн погано вчився в школі. Альберт Ейнштейн не завалював математику (чи іспит з математики) в школі. Побачивши колонку, де було так написано, Ейнштейн сказав: «Я ніколи не завалював математику… Ще до п'ятнадцяти років я освоїв диференціальне й інтегральне числення».[148][149] Ейнштейн справді не здав з першого разу вступний іспит до Швейцарської федеральної політехнічної школи (ETH) у 1895 році, коли він був на два роки молодший за інших студентів, але набрав дуже високий бал з математики і наук, а потім здав екзамен з другої спроби.[150]
- Рейган у «Касабланці». Актор Рональд Рейган ніколи всерйоз не розглядався на роль Ріка Блейна у класичному фільмі «Касабланка» 1942 року, яку в підсумку зіграв Гамфрі Богарт. Це думка пішла з раннього прес-релізу студії, де анонсувалося виробництво фільму й використовувалось його ім'я, щоб викликати інтерес до фільму. Але до того часу, як він вийшов, Warner Bros. знали, що Рейган не зможе грати будь-які ролі в осяжному майбутньому, оскільки він був не в змозі відкласти свою військову службу.[151] Студійні записи показують, що продюсер Гал Б. Волліс завжди хотів бачити саме Богарта у цій ролі.[152][153]
- Кеннеді назвав себе пампушкою. Слова Джона Ф. Кеннеді «Ich bin ein Berliner» з літературної німецької означають «Я берлінець».[154][155] Існує міська легенда, що внаслідок використання неозначеного артикля ein, слово Berliner перекладається як пампушка, і що населення Берліна потішалося з цієї «помилки». Слово Berliner зазвичай не використовується в Берліні на позначення солодкого тістечка Berliner Pfannkuchen; тістечко зазвичай називають ein Pfannkuchen.[156]
- Дюбуа зрікся громадянства США. Афроамериканський інтелектуал та діяч В. Е. Б. Дюбуа не відмовлявся від свого американського громадянства, живучи в Гані незадовго до своєї смерті,[157] як це часто стверджують.[158][159][160] На початку 1963 року, у зв'язку з його членством в Комуністичній партії і підтримкою Радянського Союзу, Держдеп США не став продовжувати його паспорт, коли він був уже в Гані й опікувався створенням «Африканської енциклопедії». Вийшовши з посольства, він заявив про намір відмовитися від свого громадянства на знак протесту. Але хоча він отримав громадянство Гани, він ніколи не пройшов через процедуру відмови від американського громадянства,[161] і, можливо, не збирався цього робити.
- Байдужість до вбивства Кітті Дженовезе. Коли барменка Кітті Дженовезе була вбита[en] поблизу своєї квартири у Квінз в 1964 році, 37 сусідів не стояли склавши руки і дивилися, не викликаючи міліцію, аж поки вона не була мертва, як спочатку повідомили Нью-Йорк Таймс,[162] що спричинило широке громадське обурення, яке тривало роками. Пізніші звіти встановили, що рапорт співробітника поліції, на який посилалися Таймс, був неточним, що на Дженовезе напали двічі у різних місцях, і хоча багато свідків почули атаки, вони чули лише уривки й не розуміли, що відбувається, і лише шість або сім осіб засвідчили, що щось бачили; хтось викликав поліцію.[163]
- «Червоний телефон». Хоча в народі відомий як «червоний телефон», гаряча лінія Вашингтон–Москва ніколи не була власне телефонною лінією, і не було червоних телефонів. Перше версія «гарячої лінії» використовувала обладнання телетайп, яке у 1988 році замінили на машини факсимільного зв'язку. З 2008 року це лінія захищеного комп'ютерного зв'язку, якою дві країни обмінюються електронною поштою.[164] Крім того, гаряча лінія з'єднує Кремль з Пентагоном, а не Білим домом.[165]

## Наука і технології

### Астрономія

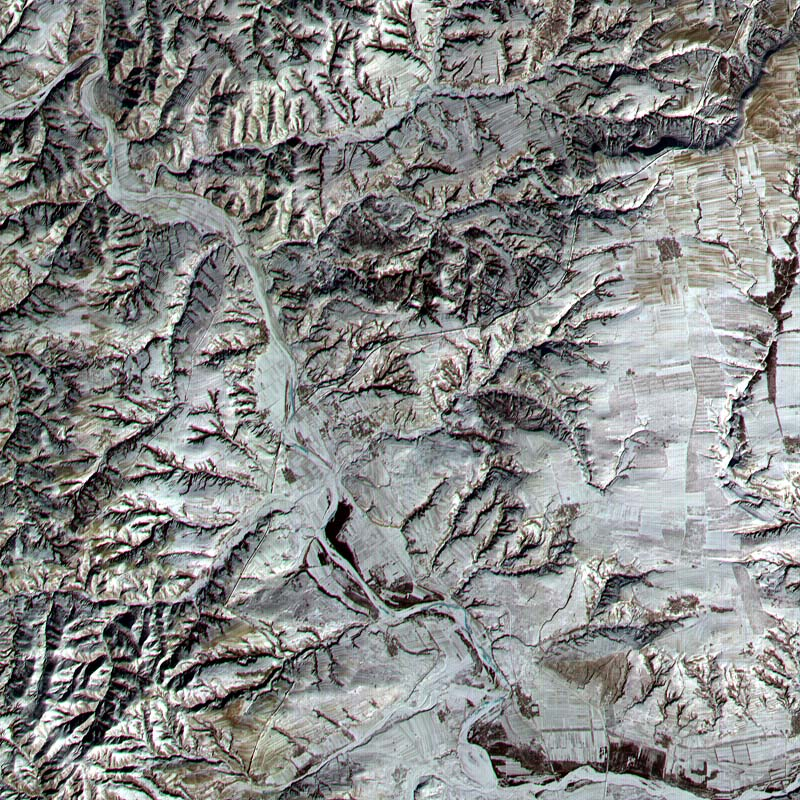
Супутниковий знімок однієї з ділянок Великої китайської стіни, яку видно по діагоналі з нижнього лівого у верхній правий кут (не плутати з краще видимою річкою, що йде з верхнього лівого до нижнього правого кутка). Розміри території на фото — 12x12 км

- Велику китайську стіну видно з Місяця. Велика китайська стіна не є, як стверджується, єдиним об'єктом, створеним людьми, що видимий з Місяця чи з космосу. Жоден космонавт програми Аполло не повідомив, що бачив бодай якісь конкретні техногенні об'єкти з Місяця, і навіть космонавти на навколоземній орбіті заледве щось бачать. Вогні міст, однак, добре видно на нічній стороні Землі з орбіти.[166] Астронавту Джею Апту[en], що літав на «Спейс-Шаттлі», приписують цитату «Велику стіну майже не видно вже з висоти 290 км».[167] Командир МКС Кріс Гедфілд[en] намагався знайти її з космосу, але сказав, що це «складно, бо вона вузька і тьмяного кольору».[168]
- «Космічні пилососи». Чорні діри мають такий же гравітаційний вплив, як і будь-який об'єкт такої ж маси на їхньому місці. Вони притягуватимуть до себе об'єкти поблизу, як і будь-який інший планетарний об'єкт, за винятком дуже близьких відстаней.[169] Якщо б, наприклад, Сонце замінити чорною дірою такої ж маси, то орбіти планет істотно не зміняться. Чорна діра може поводитися як «космічний пилосос» і суттєво втягувати матерію, але тільки якщо зірка, з якої вона утворюється, уже має аналогічний вплив на навколишню матерію.[170]
- Взимку Земля віддаляється від Сонця. Пори року викликані не тим, що Земля ближче до Сонця влітку, ніж узимку. Насправді, Земля найбільш віддалена від Сонця тоді, коли в Північній півкулі літо. Пори року обумовлені нахилом осі Землі на 23,4 градуса. У липні Північна півкуля повернена до Сонця, що спричиняє довші дні і більше прямих сонячних променів; у січні вона повернена від Сонця. Пори року міняються місцями в Південній півкулі, яка нахилена до Сонця в січні та від Сонця в липні.[171][172]
- Гарячі метеорити. Метеорити не обов'язково гарячі, коли досягають поверхні Землі. Насправді, багато метеоритів знаходять покритими памороззю. Коли вони потрапляють в атмосферу, нагріті тільки сонцем, метеори мають температуру нижче нуля. Тепло, що виникає під час проходження через верхні шари атмосфери на дуже високій швидкості, розтоплює зовнішній шар метеорів, але розплавлені речовини зносить потоком повітря, а внутрішня частина метеора не встигає помітно нагрітися. Більшість метеоритів падають через відносно прохолодні нижні шари атмосфери упродовж кількох хвилин на дозвукових швидкостях, поки досягнуть землі, що дає їм достатньо часу, щоб зовнішній шар знову охолов.[173]
- Нагрівання від тертя об атмосферу. Коли метеорит або космічний корабель входить в атмосферу, тепло, що утворюється, викликане в першу чергу не тертям, а адіабатичним стисненням повітря перед об'єктом.[174][175][176]
- Балансування яйця в рівнодення. Балансування яєць[en] можливе у будь-який день року, а не лише в день весняного рівнодення,[177] і взагалі немає жодного зв'язку між астрономічними явищами і здатністю збалансувати яйце. Традиції балансування яйця у певний день з'явилася в Китаї, у США про неї написав журнал Life у 1945 році.[178] У 1987 році повідомлялося, що Френку Гіґо вдавалося збалансувати кілька яєць кожного дня з 27 лютого по 3 квітня 1984 року, а ще він виявив, що «…деякі яйця просто не виходить збалансувати, хоч на рівнодення, хоч в інший день».[179]
- Жовте сонце. Сонце має білий колір (це кольоро-просторовий індекс (0.3, 0.3) у колірній моделі CIE), якщо дивитися з космосу або коли воно високо в небі; коли сонце низько в небі, атмосферне розсіювання надає сонцю жовтий, червоний, помаранчевий або пурпурний відтінок. Незважаючи на білий колір сонця, більшість людей подумки уявляють його жовтим; причини цього є предметом дискусій.[180]

### Біологія

#### Хребетні

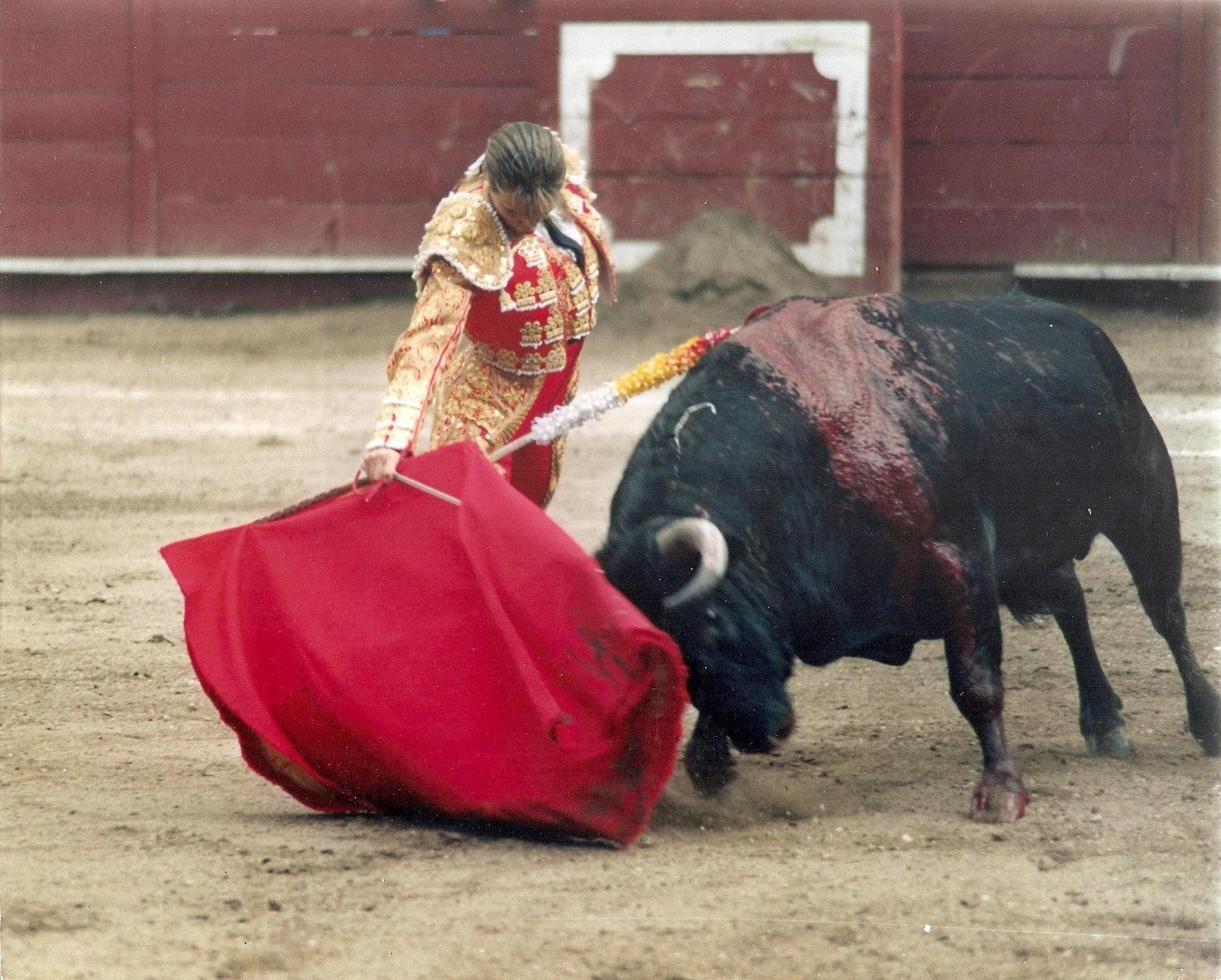
Червоний колір не дратує бика

- Кладовище слонів. Старі слони на порозі смерті не покидають своє стадо й інстинктивно не прямують помирати до певного місця, відомого як кладовище слонів[en].[181]
- Биків дратує червоний колір. Бик не дратується від червоного кольору плаща професійного матадора. Велика рогата худоба має дихроматичний зір[en], тому червоний не виділяється у них як яскравий колір. Бик сприймає як загрозу не червоний колір плаща, а те, що матадор ним розмахує, підбурюючи до нападу.[182]
- Собаки потіють слиною. Собаки не потіють через виділення слини.[183] У собак насправді є потові залози і не лише на язиці, вони потіють в основному через подушечки лап. Однак собаки регулюють температуру тіла перш за все з допомогою дихання.[184]
- Самогубство лемінгів. Лемінги не здійснюють масових суїцидальних стрибків у прірву під час міграції. Цю оману популяризував фільм «Біла пустка[en]» компанії Дісней, у якому безліч сцен міграції знято на великому білому обертовому столі в студії. Фотографи пізніше штовхнули лемінгів з обриву.[185] Сама помилка з'явилася набагато раніше, і фіксується принаймні з кінця 19 століття.[186]
- Сліпі кажани. Кажани не сліпі. Хоча близько 70 % видів кажанів використовують ехолокацію для навігації, всі види кажанів мають очі і здатні бачити. Крім того, майже всі кажани родини криланові не здатні до ехолокації і мають чудовий нічний зір.[187]

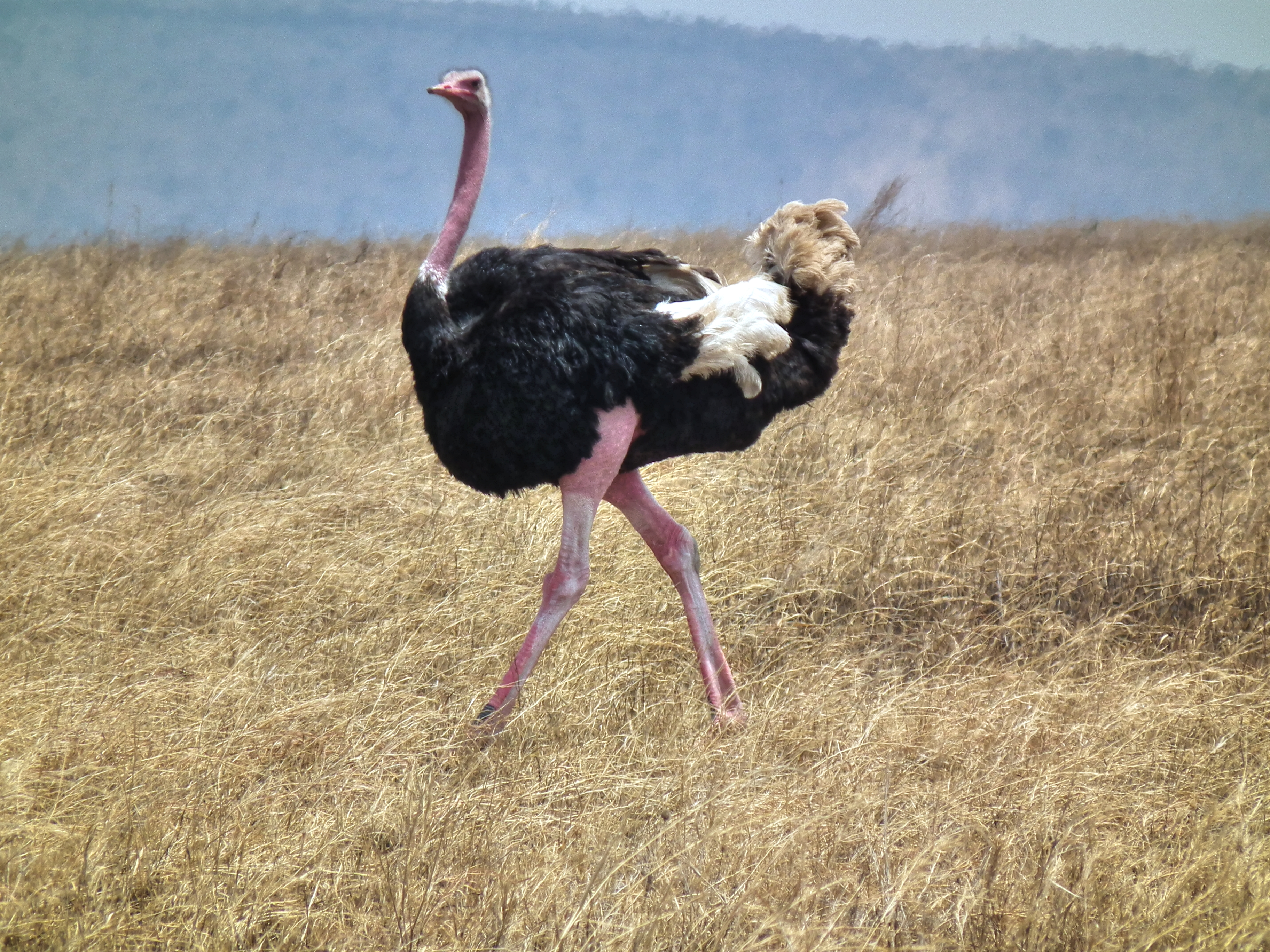
Страуси не ховають голову в пісок, а тікають

- Страуси ховають голову в пісок. Страуси не ховають голову в пісок, щоб сховатися від ворогів.[188] Ця помилка, ймовірно, походить з роботи Плінія Старшого (23-79 н. е.), який писав, що страуси «уявляють собі, що коли засунули голову і шию в кущ, то все їхнє тіло сховане».[189]
- Крякання не створює луни. Качине крякання насправді утворює луну,[190] хоча за певних умов людині може бути складно її почути.[191]
- Жаба в окропі. Жаби вмирають відразу, коли їх кидають у киплячу воду, а не вискакують; крім того, жаба спробує втекти з холодної води, яка повільно нагрівається, коли температура перевищить її критичний термічний максимум[en].[192]
- Пам'ять  золотої рибки. Уявлення про те, що пам'ять золотих рибок охоплює лише кілька секунд, є помилковим.[193][194] Їхня пам'ять набагато довша й обчислюється місяцями.
- Акули не хворіють на рак. Акули можуть страждати від раку. Помилкова думка, що акули не хворіють на рак, була поширена книжкою видавництва Ейвері[en] 1992 року Sharks Don't Get Cancer Вільяма Лейна і використовувалась для продажу екстракту акулячого хряща як профілактичного засобу від раку. Існують задокументовані випадки карцином в акул, і наявні дані не дозволяють спекуляції на тему поширеності пухлин в акул.[195]

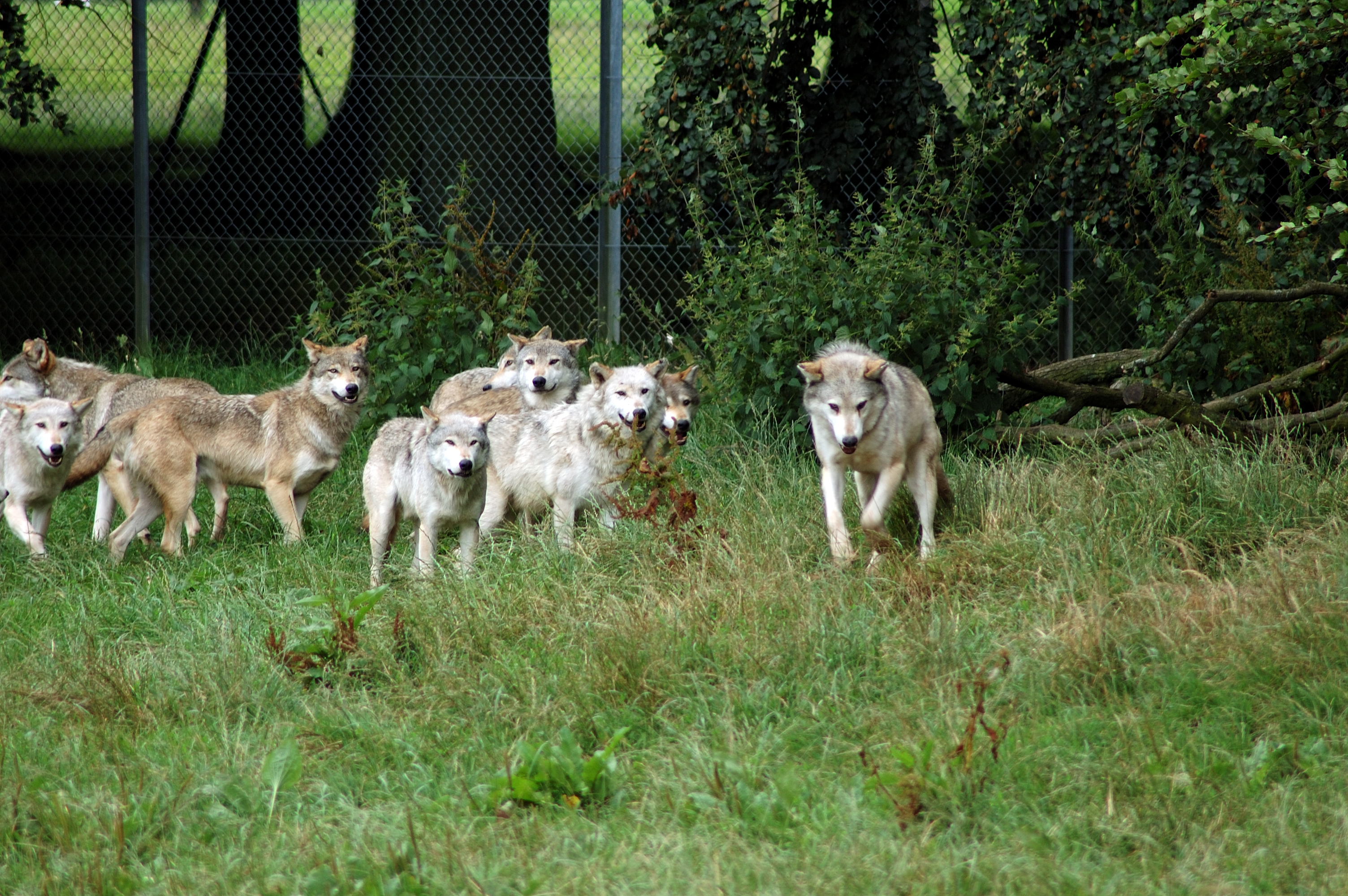
Немає такого поняття, як «альфа» у вовчій зграї

- Акули плутають людей з тюленями. Великі білі акули не плутають аквалангістів з ластоногими. Їхня поведінка при атаці на людей і ластоногих дуже різна: при нападі на тюленів велика біла акула швидко наближається і люто атакує. Напади на людей, натомість, більш спокійні і повільні: акула наближається у нормальному темпі, кусає і відпливає. Великі білі акули мають гарний зір і кольоровідчуття; укус не хижий, а швидше для ідентифікації незнайомого об'єкта.[196]
- Альфа-самець у вовків. Немає такого поняття, як «альфа» у вовчій зграї. Раннє дослідження, у якому вводився термін «Альфа-вовк», спостерігало лише за непов'язаними дорослими вовками у неволі. У дикій природі вовчі зграї діють як людські сім'ї: немає визначеного відчуття рангу, батьки опікуються дітьми, поки діти ростуть і створюють власні сім'ї, молоді вовки не намагаються повалити «альфу», щоб стати новим лідером зграї, бої за соціальне панування є ситуативними.[197][198]
- Хамелеони маскуються під довкілля. Зміна кольору шкіри хамелеонів сигналізує іншим хамелеонам про їхній настрій або регулює температуру тіла. «Маскування» відбувається випадково.[199]

#### Безхребетні

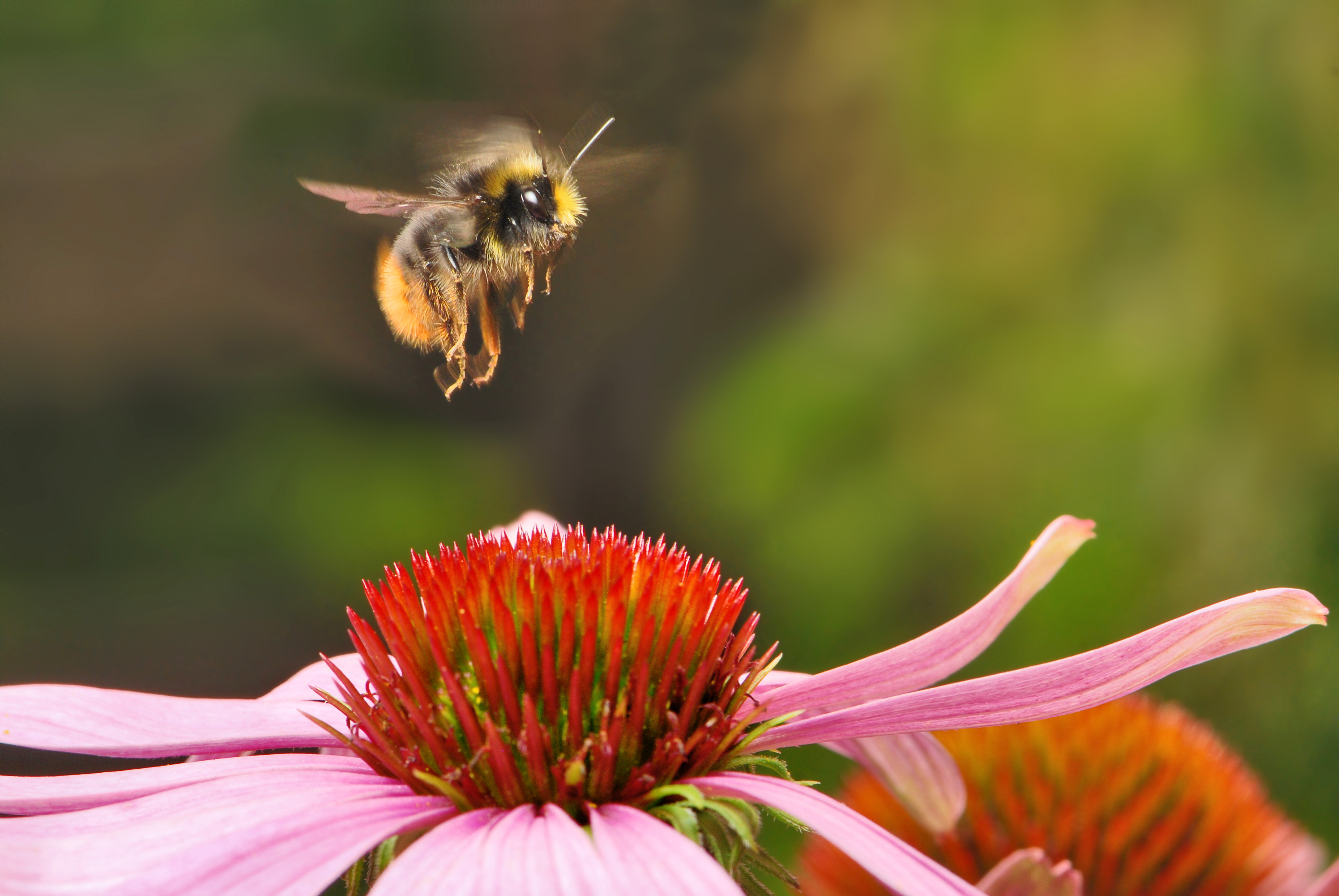
Bombus pratorum на суцвітті Echinacea purpurea; поширена помилка говорить, що джмелі не повинні бути здатними до польотів

- З одного дощового черв'яка можна зробити двох. Дощовий черв'як не стає двома черв'яками, коли його розрізати навпіл. Лише обмежене число видів дощових червів[200] здатні до передньої регенерації. Якщо таких черв'яків поділити навпіл, тільки передня половина хробака (та, де знаходиться рот) може прогодуватися і вижити, в той час як інша половина вмирає, однак, деякий час зберігає рухливість.[201] Натомість деякі види планарій (плоскі черви) справді можуть стати двома черв'яками, коли їх розділити навпіл.[202]
- Мухи живуть добу. Кімнатні мухи мають середню тривалість життя від 20 до 30 днів, а не 24 години.[203] Деякі види одноденок мають цю коротку тривалість життя, яку приписують мусі. Правда, що личинки мух вилуплюються впродовж 24 годин після відкладання.[204]
- Найотруйніші павуки — це довгоніжки. Павуки-довгоніжки (Pholcidae[en]) не є найбільш отруйними павуками в світі; вони дійсно можуть проколоти шкіру людини, однак невелика кількість отрути, яку вони мають, викликає тільки легке печіння впродовж декількох секунд.[205] До того ж, англійською мовою існує плутанина щодо вживання назви daddy longlegs, тому що так інколи називають косариків (Opiliones, які є павукоподібними, але це не павуки) і довгоніжок (які є комахами), тому неправильне уявлення про отруйність поширюється ще й на них.[206][207]
- Джміль не повинен літати. Механізм польоту й аеродинаміки джмеля (а також інших комах) насправді дуже добре досліджений, попри міську легенду, нібито за розрахунками вони не повинні уміти літати. У 1930-х роках французький ентомолог Антуан Ман'ян[en] дійсно написав, що джмелі теоретично не повинні вміти літати, в своїй книзі Le Vol des Insectes («Політ комах»),[208][209] посилаючись на розрахунки свого асистента Андре Сент-Лагю[en], який був інженером. Висновок, в основному, спирався на факт, що максимально можлива підіймальна сила, яку створює апарат із крилами, завбільшки з джмелині, достатня для підйому і утримання в повітрі з такою повільною швидкістю польоту ваги значно меншої, ніж вага джмеля.[210] Маньян пізніше зрозумів свою помилку і відмовився від припущення. Однак цю помилкову гіпотезу узагальнили до вигляду «вчені вважають, що джмелі не повинні вміти літати».
- Люди ковтають павуків уві сні. Широко поширена міська легенда, що за своє життя людина заковтує велику кількість павуків під час сну, не має жодної підстави в реальності. Людина, що спить, створює всілякі шуми і вібрації від дихання, биття серця, хропіння і т. д., і це все відлякує павуків.[211][212]
- Вуховертки залязять у вуха. Вуховертки не залазять навмисне у зовнішнє вухо, хоча були окремі повідомлення про знайдену вуховертку у вусі.[213] Ентомологи припускають, що походження назви насправді відображає зовнішній вигляд задніх крил, що є унікальними й неповторними серед комах і нагадують людське вухо при розкладанні.[214][215]
- Таргани єдині виживуть після атомної війни. Ця думка спирається на уявлення, що складніші організми (як людські) вразливіші до радіації. Проте атомний вибух має різні фактори ураження і довгострокові наслідки на біосферу, що залежать від рівня радіаційного забруднення. Тому не можна впевнено стверджувати, що одні біологічні види достеменно виживуть, а інші ні. Твердження про живучість тарганів бере до уваги дуже локальні та короткострокові обставини.[216]

#### Рослини

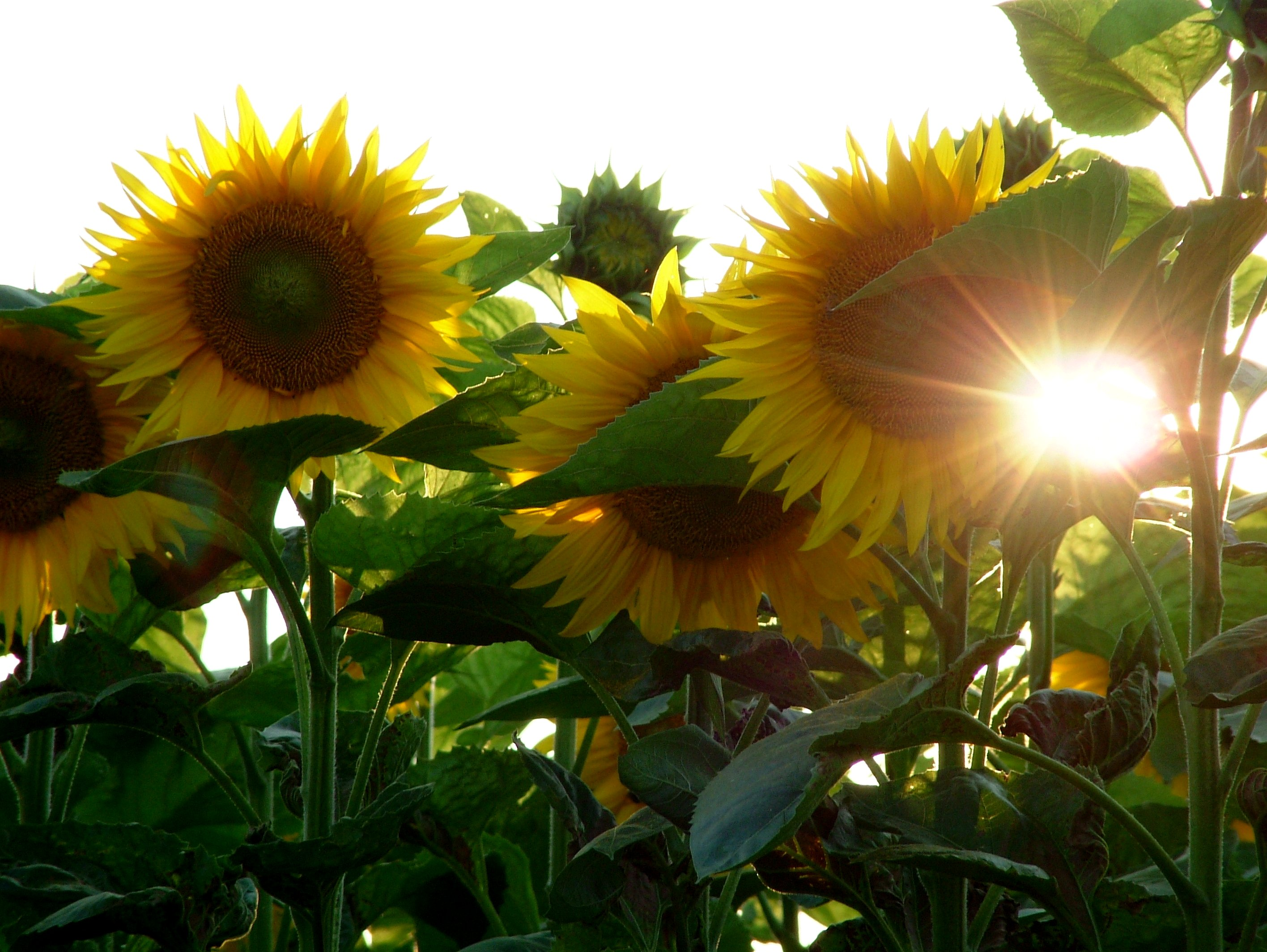
Соняшники, за якими чітко видно сонце

- Токсичність молочаю. Молочай не дуже токсичний для людей або котів. Хоча це правда, що він дещо подразнює шкіру або шлунок,[217] і може іноді викликати пронос і блювоту, якщо його вжити в їжу,[218] дослідження журналу American Journal of Emergency Medicine[en], у якому було вивчено 22 793 випадків, зареєстрованих в Американській асоціації центрів контролю отрут (ASPCA), показало, що не було смертельних випадків і лише інколи потрібна була медична допомога.[219] За даними ASPCA, молочаї можуть викликати від легкого до середнього кишкового дискомфорту у котів, з проносом і блювотою як найбільш важкими наслідками вживання.[220]
- Соняшники повертаються за сонцем. Розквітлі соняшники повернуті квіткою в одному напрямку (часто на схід) цілий день.[221][222][223] Проте на більш ранній стадії розвитку, до появи квіткових головок, недорозвинені бутони справді слідкують за ходом сонця (це явище називається геліотропізм) і фіксоване положення квітів у певному напрямку часто є його результатом.[224]
- Хижі рослини. Хоча деякі рослини можуть харчуватися тваринами, це не є їхнім основним способом отримання поживних речовин. Такі рослини належать до різних родин і спільне в них тільки те, що вони ростуть на субстратах, бідних азотом. Саме його рослини-хижаки й отримують із здобичі.

#### Еволюція та палеонтологія
- «Теорія еволюції — це лише теорія». Слово теорія у терміні «теорія еволюції» не означає наукових сумнівів стосовно її правдивості; поняття теорія і гіпотеза мають різні значення в науковому контексті. У той час як теорія в розмовній мові може позначати здогад або гіпотезу, то наукова теорія — це сукупність принципів, які пояснюють спостережувані явища.[225][226] «Науковий факт і теорія не є категорично відмінними»,[227] і еволюція — це теорія в тому ж сенсі, що мікробна теорія або теорія тяжіння.[228]
- Теорія еволюції пояснює походження життя. Еволюція не намагається пояснити походження життя[229] або походження і розвиток Всесвіту. Хоча біологічна еволюція описує процес, за яким з'являються види та інші рівні біологічної організації, і в підсумку виводить всі форм життя від універсального спільного предка, вона не займається першочергово питанням походження життя,[230] і не має відношення до походження і еволюції Всесвіту і його складових. Теорія еволюції має справу переважно зі змінами в послідовних поколіннях з плином часу після того, як життя вже зародилося.[231] Наукова модель, пов'язана з походженням перших організмів з органічних або неорганічних молекул, відома як абіогенез, а загальноприйнятою теорією для пояснення ранніх стадій розвитку нашого Всесвіту є модель великого вибуху.

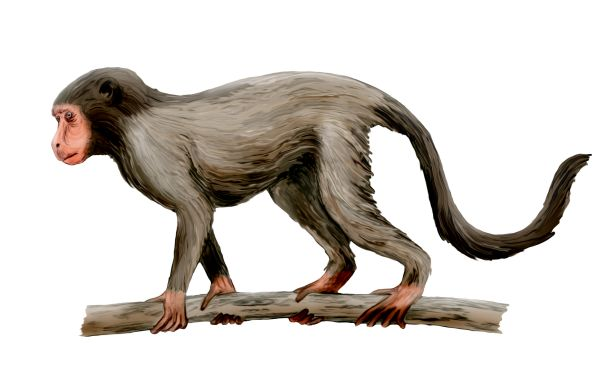
Реконструкція єгиптопітека, примата, що існував до розколу між гілками людини і мавп Старого Світу в антропогенезі

- Люди походять від шимпанзе. Люди не еволюціонували з живих видів шимпанзе.[232] Однак і людина, і шимпанзе еволюціонували від спільного предка.[233][234] Два сучасні види (шимпанзе звичайний і бонобо) є найближчими родичами людини. Деякі антропологи й приматологи описують людину як вид шимпанзе.[235][236] Останній спільний предок людини й інших живих шимпанзе жив 5—8 мільйонів років тому.[237] Знахідки 4,4 млн-річного ардипітека вказують на те, що предок був досить кваліфікованим двоногим, а не ходив на кісточках пальців, і був маленьким і дещо довгоногішим, ніж шимпанзе, з коротшою мордою. На противагу уявленням про шимпанзе як «примітивних», вони теж еволюціонували з моменту розколу, ставши більшими, агресивнішими і навчившись краще лазити по деревах,[238] з довшими пальцями.[239] Разом з іншими вищими приматами, люди і шимпанзе складають сімейство гомінідів. Ця група пішла від спільного предка з мавпами Старого Світу близько 40 мільйонів років тому.[240][241]
- Еволюція веде до ускладнення організмів. Еволюція — це не розвиток від нижчих до вищих організмів, і також вона не обов'язково призводить до ускладення[en]. Популяція може еволюціонувати і стати простішою, маючи менший геном, але біологічна деволюція є хибним терміном.[242][243]
- Еволюція покращує організми. Еволюція не «планує» покращити пристосування організму для виживання.[244][245] Так, наприклад, неправильно говорити про еволюцію жирафа так, наче шия жирафа стала довшою, бо жирафам треба було діставати до високих дерев. Еволюція не бачить необхідність і відповідає, процес еволюції не має цілі. Мутація, що призвела до довшої шиї, вірогідніше піде на користь тваринам у регіоні з високими деревами, ніж з низькими, і тим самим у тварини підвищаться шанси вижити і передати свої гени довгої шиї. Високі дерева не викликають мутації і не сприяють тому, що більший відсоток тварин народжується з довгими шиями.[246] У прикладі з жирафами еволюція довгої шиї могла так само бути викликана статевим відбором, таким чином довгі шиї розвинулися як вторинна статева ознака, що давала чоловічим особинам перевагу в «конкурсі ший» за самок.[247] Омана посилюється тим, що для людей, які розуміють, як працює еволюція, говорити про ціль є загальноприйнятим скороченням (так звана «метафора призначення»);[248] менш громіздким висловом буде «динозаври, ймовірно, розвинули пір'я для залицяння», ніж «пір'я, можливо, пройшло природний відбір тому, що коли воно з'явилося, то дало динозаврам селективну перевагу перед своїми не-пернатими родичами».[249]
- «Виживання найсильніших». Виживають не фізично найсильніші види (і тим паче особини), а найбільш пристосовані до свого середовища. Вислів походить від подвійного значення  слова fittest, яке може означати і фізичну силу і пристосованість. Мамонти, наприклад, були сильніші за людей, але це не заважало людям полювати на них і привести до вимирання.[250]
- Давні люди жили поруч із динозаврами. Люди і динозаври (крім птахів) не жили одночасно.[251] Останні з нелітаючих динозаврів загинули 66 мільйонів років тому в ході крейдово-палеогенового вимирання, тоді як найраніші представники роду homo розвинулися 2,3—2,4 мільйона років тому. Це означає, що між останнім видом динозаврів-не-птахів і першими людьми пройшло 63 мільйони років. Люди справді жили одночасно з шерстистими мамонтами і шаблезубими кішками — ссавцями, яких часто хибно зображають поруч з одночасно людьми й динозаврами.[252]
- Летючі та плаваючі динозаври. Птерозаври, попри схожу назву, не належали до динозаврів, як і плезіозаври, мозазаври чи іхтіозаври. Це були окремі групи плазунів, які жили одночасно з динозаврами. Разом з тим невелика частина динозаврів розвинула пристосування для польоту та водного чи напівводного способу життя.

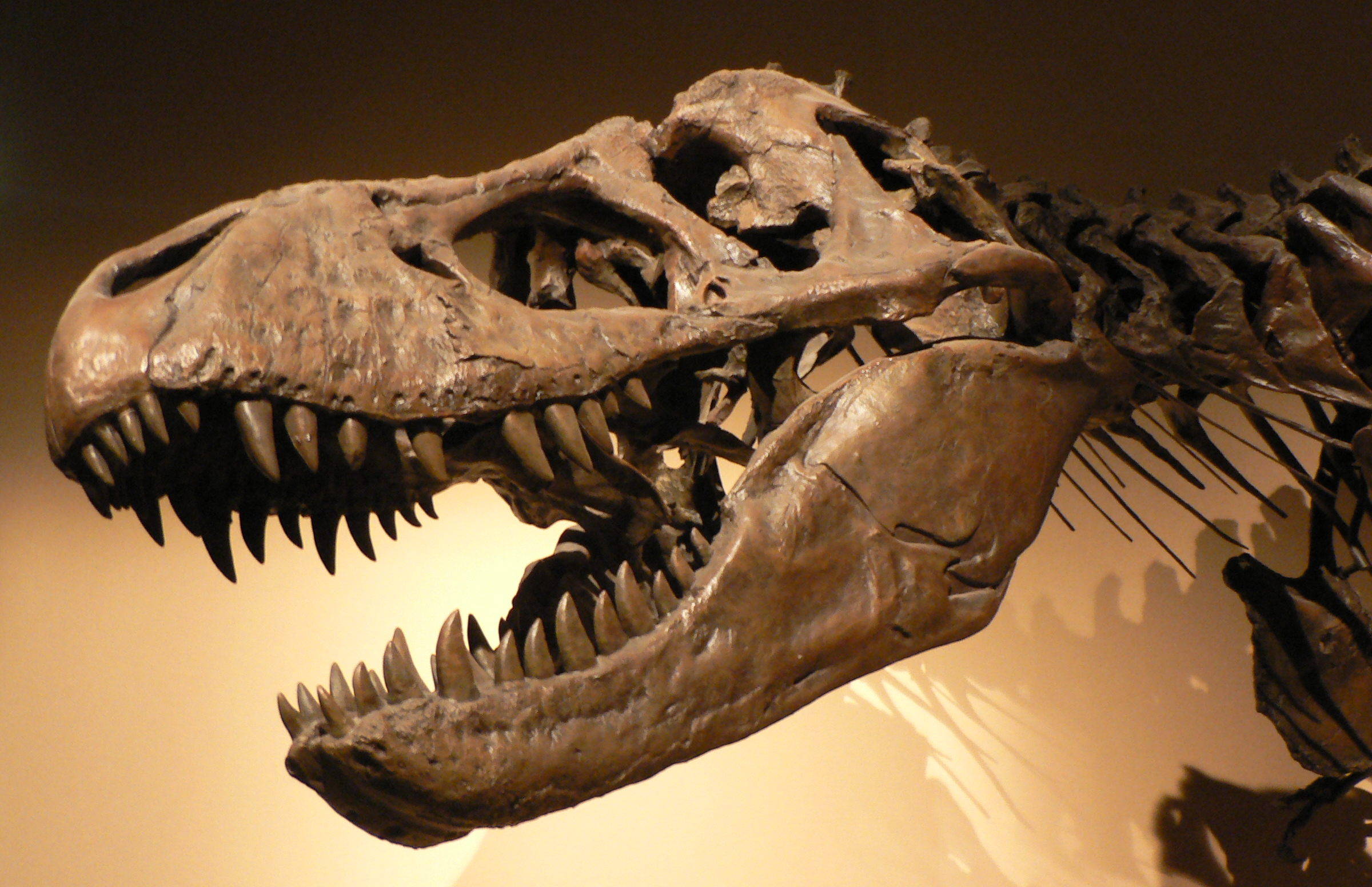
Тиранозавр. Нелітаючий динозавр, що вимер під час крейдово–палеогенового вимирання в кінці крейдового періоду

- Динозаври вимерли через погану пристосованість. Динозаври вимерли не тому, що були непристосованими або ж не змогли пристосуватися до нормальних кліматичних змін, що інколи можна прочитати у старих підручниках. Насправді, динозаври становили надзвичайно адаптивну й успішну групу, чиє вимирання було викликане неординарною подією, внаслідок якої також вимерли багато груп рослин, ссавців і морських істот.[253] Найчастіше вказувана причина цього масового вимирання — падіння астероїда на півострів Юкатан, яке викликало крейдове вимирання.[254] Крім того, не всі динозаври вимерли. Птахи розвинулися від невеликих пернатих тероподів в Юрському періоді, і хоча більшість гілок динозаврів обірвалися наприкінці крейдового періоду, деякі птахи вижили. Таким чином, нащадки динозаврів є частиною сучасної фауни.[255]
- Ссавці походять від рептилій. Ссавці не еволюціонували від якоїсь сучасної групи рептилій; радше, ссавці і рептилії еволюціонували від спільного предка. Невдовзі після появи перших рептилоподібних тварин вони розділилися на дві гілки, завропсид і синапсид.[256] Гілка, що веде до сучасних ссавців (синапсид) відокремилася від гілки, що веде до сучасних рептилій (завропсид) близько 320 мільйонів років тому, в середині Кам'яновугільного періоду. Тільки пізніше (в кінці Карбону чи на початку Перму) розділилися групи сучасних рептилій (лепідозаври, черепахи і крокодили). Ссавці єдині, що вижили, з гілки синапсид.[257]
- Нафта утворилася з динозаврів. Основне джерело нафти — це океанічний планктон, який гине в безкисневих умовах.[258][259]

### Комп'ютери
- Невразливість деяких комп'ютерів до вірусів. Комп'ютери на операційних системах MacOS або Лінукс не захищені від шкідливих програм, таких як трояни або віруси. Втім, існує значно менша кількість вірусів, що уражають ці операційні системи, оскільки шкідливі програми розробляються для конкретної операційної системи, а Windows є найбільш поширеною.[260]
- Кактуси поглинають шкідливе випромінювання від комп'ютера. Електромагнітне випромінювання від комп'ютера не настільки сильне, щоб він нього потрібен був якийсь спеціальний захист. Кактус може захистити людину від нього лише в тому випадку, якщо перебуватиме між людиною і комп'ютером. Він не здатен якимось чином «притягувати» до себе промені.[261]

### Людське тіло та здоров'я

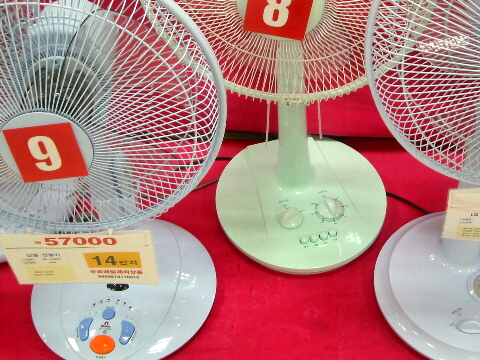
Електричні вентилятори в Південній Кореї часто оснащені таймером, завдяки широко поширеній помилці, що залишені на час сну вони можуть стати фатальними

- Не можна будити сновиду. Якщо збудити сновиду, це людині не зашкодить. Хоча це правда, що вона може бути збентежена і дезорієнтована упродовж короткого часу після пробудження, однак це не завдає їй ще більшої шкоди. Навпаки, сновиди можуть травмуватися, якщо наосліп спіткнуться через об'єкти або втратять рівновагу, ходячи уві сні. Такі травми поширені серед сомнамбул.[262][263]
- Смерть від вентилятора. У Південній Кореї часто неправильно вважають, що сон у закритій кімнаті з увімкненим електричним вентилятором може спричинити смерть від вентилятора. На думку корейського уряду, «в деяких випадках вентилятор працює занадто довго, що може призвести до смерті від задухи, переохолодження або займання від перегріву».[264] Комісія захисту прав споживачів Кореї оприлюднила застереження безпеки, в якому рекомендувала ставити електричні вентилятори на таймери, змінювати їх напрямок і залишати двері відчиненими. Згідно з Єоном Донг-Су, деканом медичного факультету Квандонзького університету, «якщо кімната зачинена, то у потоці з вентилятора температура повітря може опускатися досить низько, щоб людина могла померти від переохолодження».[265] Однак якщо залишити вентилятор у порожній кімнаті, він не охолодить її, а навпаки дещо нагріє, через втрату енергії від двигуна.
- Не можна їсти перед плаванням. Прийом їжі менше ніж за годину до плавання не підвищує ризик виникнення м'язових судом або утоплення. Є дослідження, що показує кореляцію між споживанням алкоголю й утопленнями, але немає жодних доказів щодо споживання їжі.[266]
- Людина, що тоне, махає руками. Утоплення часто непомітне для глядачів.[267] У більшості випадків, людина, що тоне, не може підняти руки чи кричати через інстинктивну реакцію. Коли людина махає руками і кричить — це символ біди, однак не обов'язковий чи однозначний: більшість жертв, що піддаються інстинктивній реакції на утоплення, не демонструють перед цим ознак лиха.[268]

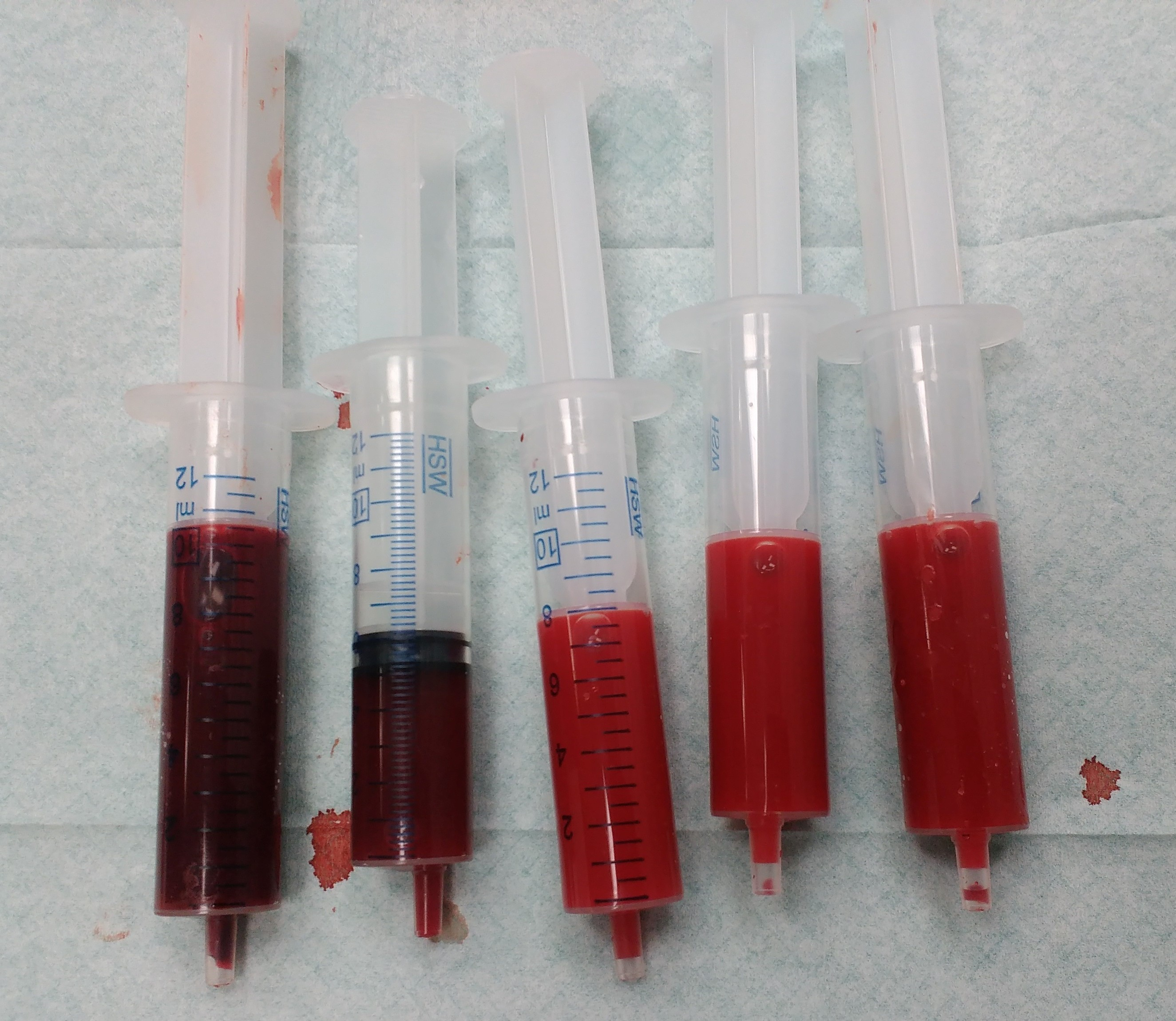
Венозна кров (ліворуч) не блакитна, а лише темнішого кольору, ніж артеріальна (праворуч)

- У венах тече блакитна кров. Людська кров у венах не зовсім блакитна. Гемоглобін надає крові червоного кольору. Позбавлена кисню кров має темно-червоний колір, а насичена киснем — світло-вишневий. Омана виникла, ймовірно, з двох причин. 1) Вени з-під шкіри видно синіми або зеленими. Це пояснюється різними причинами, що лише слабо залежать від кольору крові, включно з підповерхневим розсіюванням світла через шкіру і людським сприйняттям кольору. 2) Багато діаграм використовують кольори, щоб показати різницю між венами (зазвичай сині) й артеріями (зазвичай показані червоним кольором).[269]
- Людина вибухне у вакуумі. Вплив вакууму або некерованої декомпресії, не змушує тіло вибухати або внутрішні рідини закипати. (Однак, рідини в роті чи легенях закиплять на висотах вище межі Армстронга.) Натомість, це призведе до непритомності, коли тіло виснажить запас кисню в крові, а потім смерті від гіпоксії упродовж декількох хвилин.[270]

#### Відчуття

Неправильна схема язика із зазначенням зон, які сприймають смак: гіркий (1), кислий (2), солоний (3) і солодкий (4). Насправді, всі зони можуть відчувати всі смаки.

- Немовлята не відчувають болю. Немовлята можуть відчувати і відчувають біль, однак, дорослі не завжди розпізнають це.[271][272]
- Зони чутливості язика до смаків. Усі різні смаки можуть бути відчуті на всіх частинах язика завдяки смаковим рецепторам,[273] з незначно підвищеною чутливістю в різних місцях, залежно від людини, всупереч поширеній думці, що сприйняття специфічних смаків відбувається лише на певних ділянках язика.[274] Оригінальна схема язика заснована на помилковому перекладі німецької дисертації[275] Едвіна Борінга у 1901 році. Крім того, сучасна поширена концепція стверджує, що є не 4, а 5 основних смаків. На додаток до гіркого, кислого, солоного, солодкого смаку, у людей є смакові рецептори умамі, що є пряним чи м'ясним смаком.[276]
- У людини є п'ять відчуттів. У людини є більше, ніж часто згадувані п'ять відчуттів. Кількість відчуттів у різних класифікаціях коливається від 5 до понад 20. Крім зору, нюху, смаку, дотику, слуху, які були визначені Аристотелем, люди можуть відчувати рівновагу і прискорення, біль, положення тіла і кінцівок, відносну температуру.[277] Серед інших відчуттів інколи виділяють відчуття часу, свербіж, тиск, голод, спрагу, ситість шлунку, позиви до сечовипускання, необхідність випорожнення, і відчуття рівня вуглекислого газу в крові.[278][279]

#### Шкіра і волосся
- Від води шкіра морщиться. Зморшки, що з'являються на шкірі від води, викликані не поглинанням води і набряканням від цього.[280] Вони обумовлені роботою автономної нервової системи, яка викликає локалізоване звуження судин[en] у відповідь на мокру шкіру, надаючи їй зморщений вигляд. Існувала теорія, що це пристосування приматів дозволяє краще тримати предмети у вологому середовищі,[281][282] але дослідження 2014 року не продемонструвало жодного поліпшення в роботі з мокрими предметами зі зморшками на руках.[283]
- Після гоління волосся товщає. Гоління не спричиняє ріст термінального волосся назад, потовщання, грубшання чи темнішання. Це уявлення спричинене тим, що волосини, які ніколи не голилися, мають тонкий, загострений кінець, а після гоління волосини мають на кінці таку ж ширину, що й біля тіла, і мають зріз, тому здаються грубшими і гострішими на дотик. Також короткі волосини менш гнучкі, ніж довгі, що також сприяє цьому ефекту.[284]
- Волосся і нігті продовжують рости в мерців. Волосся і нігті не продовжують рости після смерті людини. Натомість, це шкіра висихає і зморщується, відсуваючись від основи волосся і нігтів, створюючи видимість їх росту.[285]
- Відновлення волосся. Засоби з догляду за волоссям не можуть «відновити» посічені кінчики і пошкоджене волосся. Вони можуть запобігти подальшому пошкодженню, можуть згладити кінчики клеєподібним ефектом, від чого волосся здається відновленим і загалом має кращий вигляд.[286]
- Ген рудого волосся зникає. Ген рудого волосся не вимирає. У серпні 2007 року багато новинних організацій повідомили, що рудоволосі люди зникнуть, можливо, вже у 2060 через те, що ген рудого волосся є рецесивним. Хоча рудоволосі можуть стати більш рідкісними (наприклад, у змішаних шлюбах, де один з батьків належить до групи, яка не має «рудого гена», не буде рудоволосих дітей, але можуть бути деякі рудоволосі онуки), руді люди не вимруть, якщо тільки кожен, хто несе ген, не помре або не зможе дати потомство.[287] Це помилкове уявлення існує щонайменше з 1865 року і часто з'являється в американських газетах.[288]

#### Харчування, їжа та напої
- Детокс-дієти. Дієта мало впливає на детоксикацію тіла. Незважаючи на це, існує поширена помилка, що певні дієти допомагають цьому процесу і можуть видалити речовини, які організм не здатний видалити самостійно.[289][290][291][292] Токсини з організму видаляються за допомогою роботи печінки та нирок.[293]
- Щодня потрібно пити вісім склянок води. Для підтримки здоров'я не потрібні вісім склянок або два-три літри води на день.[294] Потреба людини у воді залежить від конкретної особи, її ваги, рівня активності, одягу та навколишнього середовища (температури і вологості). Воду також можна вживати не в чистому вигляді — вона надходить в організм з рідин на зразок соків, чаю, молока, супів і т. д., і з їжі, в тому числі фруктів та овочів.
- Цукор спричиняє гіперактивність дітей. Цукор не викликає гіперактивності у дітей.[295][296] Подвійні сліпі експерименти не показали ніякої різниці в поведінці дітей, дієта яких містить або не містить цукру, навіть у дослідженнях, де навмисне розглядали дітей з дефіцитом уваги/гіперактивністю або осіб, чутливих до цукру.[297]
- Алкоголь зігріває. Алкогольні напої не зігрівають усе тіло.[298] Причина, з якої спиртні напої створюють відчуття тепла, полягає у розширенні судин і стимуляції нервових закінчень біля поверхні шкіри з припливом теплої крові. Насправді це може призвести до зменшення температури всередині тіла, за рахунок покращення теплообміну з холодним навколишнім середовищем і віддачею тепла.[299]
- Алкоголь убиває мозок. Алкоголь не обов'язково вбиває клітини мозку.[300] Алкоголь може, однак, непрямо привести до загибелі клітин головного мозку двома шляхами: (1) У хронічних, важких випадках вживання алкоголю, коли мозок людини адаптувався до його впливу, різке припинення після інтенсивного вживання алкоголю може призвести до екситотоксичності, що веде до загибелі клітин в багатьох ділянках мозку.[301] (2) В алкоголіків, які отримують більшу частину своїх щоденних калорій з алкоголю, дефіцит тіаміну може призвести до синдрому Корсакова, який пов'язаний з серйозними ушкодженнями мозку.[302]
- Вегетаріанство забезпечує повноцінне харчування. Вегетаріанська або веганська дієта може забезпечити достатню кількість білка для нормального харчування.[303][304] Типове споживання білка оволактовегетаріанців і веганів відповідає і перевищує вимоги.[305] Однак вегетаріанська дієта вимагає добавок вітаміну B12 для оптимального стану здоров'я.
- Жувальна гумка застрягає в організмі. Якщо проковтнути жувальну гумку, її перетравлювання не займе сім років. По суті, жувальна гумка практично не перетравлюється, і проходить через травну систему з тією ж швидкістю, що й інші речовини.[306][307]
- Гостра їжа спричиняє виразку. Наявні дані не доводять значної ролі гострої їжі або кави у розвитку пептичної виразки.[308]

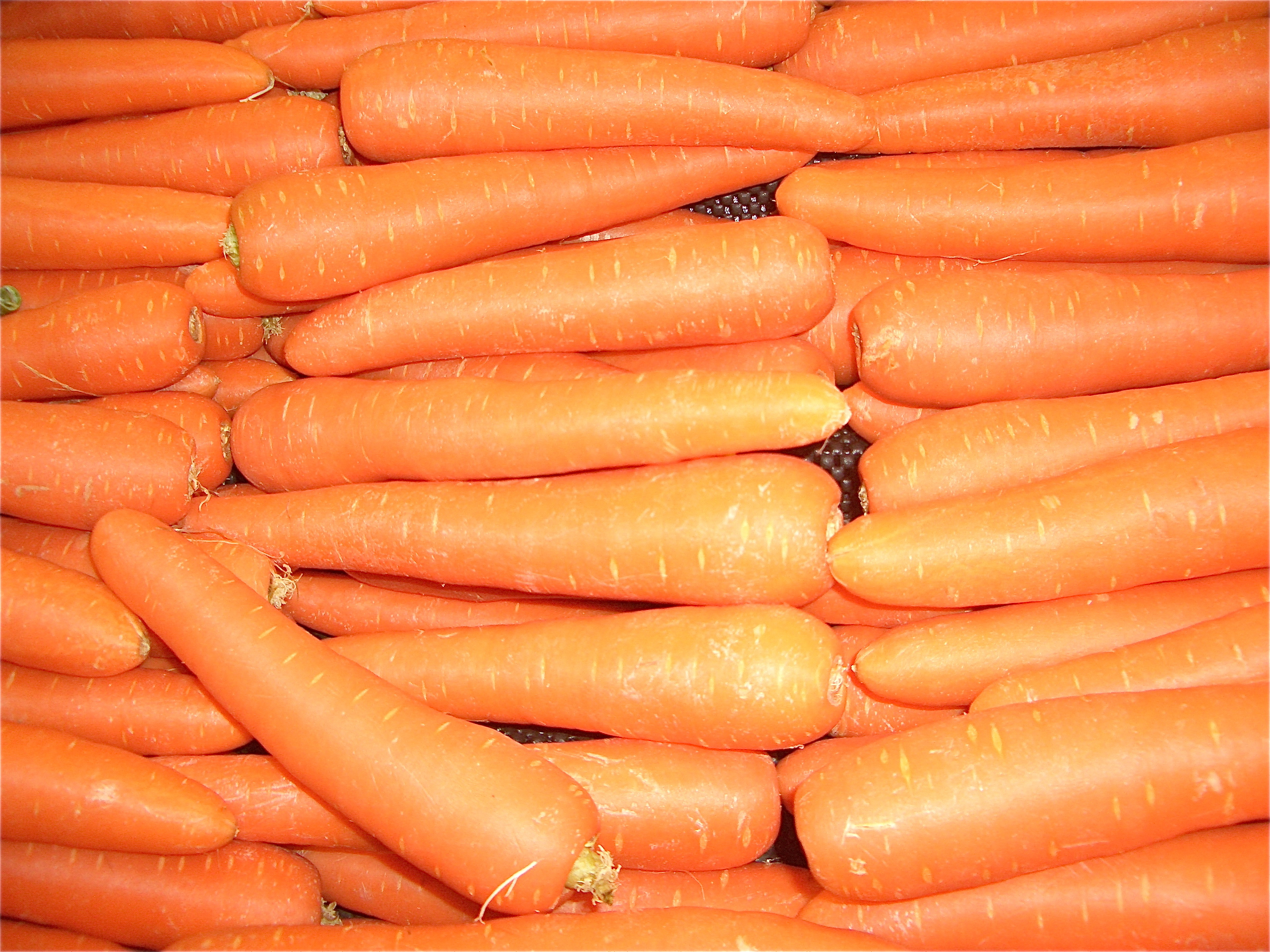
Морква може покращити зір не будь-кому, а лише особам з дефіцитом вітаміну A

- Морква покращує зір. Хоча бета-каротин у моркві може допомогти поліпшити нічне бачення у тих, хто страждає від дефіциту вітаміну А, він не підвищує зір далі нормального рівня у пацієнтів, які отримували його адекватну кількість.[309] Уявлення про те, що «морква покращує зір», походить від британської дезінформації часів Другої світової війни, коли так пояснювали успіх королівських ВПС в нічних боях, що було насправді через застосування радара і червоних вогнів на панелі приладів.[310]
- Метаболізм відпочинку спричиняє ожиріння. Немає свідчень того, що ожиріння пов'язане з більш повільним метаболізмом відпочинку. Метаболізм відпочинку не значно відрізняється у різних людей. Набуття і втрата ваги безпосередньо пов'язані з дієтою та активністю. Люди з надмірною вагою схильні недооцінювати кількість їжі, яку вони споживають, а люди з недостатньою вагою — переоцінювати.[311]

#### Людська сексуальність
- Спортсменам не можна займатися сексом перед змаганнями. Відсутні фізіологічні передумови вважати, що секс за кілька днів до спортивного заходу або змагання шкодить продуктивності.[312] Насправді, висловлене припущення, що секс перед спортивною діяльністю може підвищити рівень тестостерону у чоловіків, що потенційно може покращити їхні результати.[313]
- Діти двоюрідних братів і сестер матимуть вроджені вади. Вагітність від сексу між двоюрідними братом і сестрою не несе серйозного ризику вроджених дефектів.[314] Ризик становить 5-6 %, подібно до того, який має 40-річна жінка,[315] порівняно з вихідним ризиком 3-4 %.
- Менструальні цикли жінок синхронізуються. Існує уявлення, що менструальні цикли учасниць жіночих колективів з часом починають відповідати менструальному циклу лідерки. Про це писалося в статті Марти МакКлінток 1971 року, опублікованій у журналі Nature. Але подальші дослідження спростували це.[316]
- Менструальний цикл відповідає циклу зміни фаз Місяця. Насправді тривалість обох збігається лише приблизно і початок менструального циклу не обов'язково збігається з фазою молодика.[316] Місяць здійснює оберт навколо Землі за 27,3 доби, а менструальний цикл в середньому триває 28 днів, однак його тривалість змінюється з віком жінки.[317]

#### Мозок

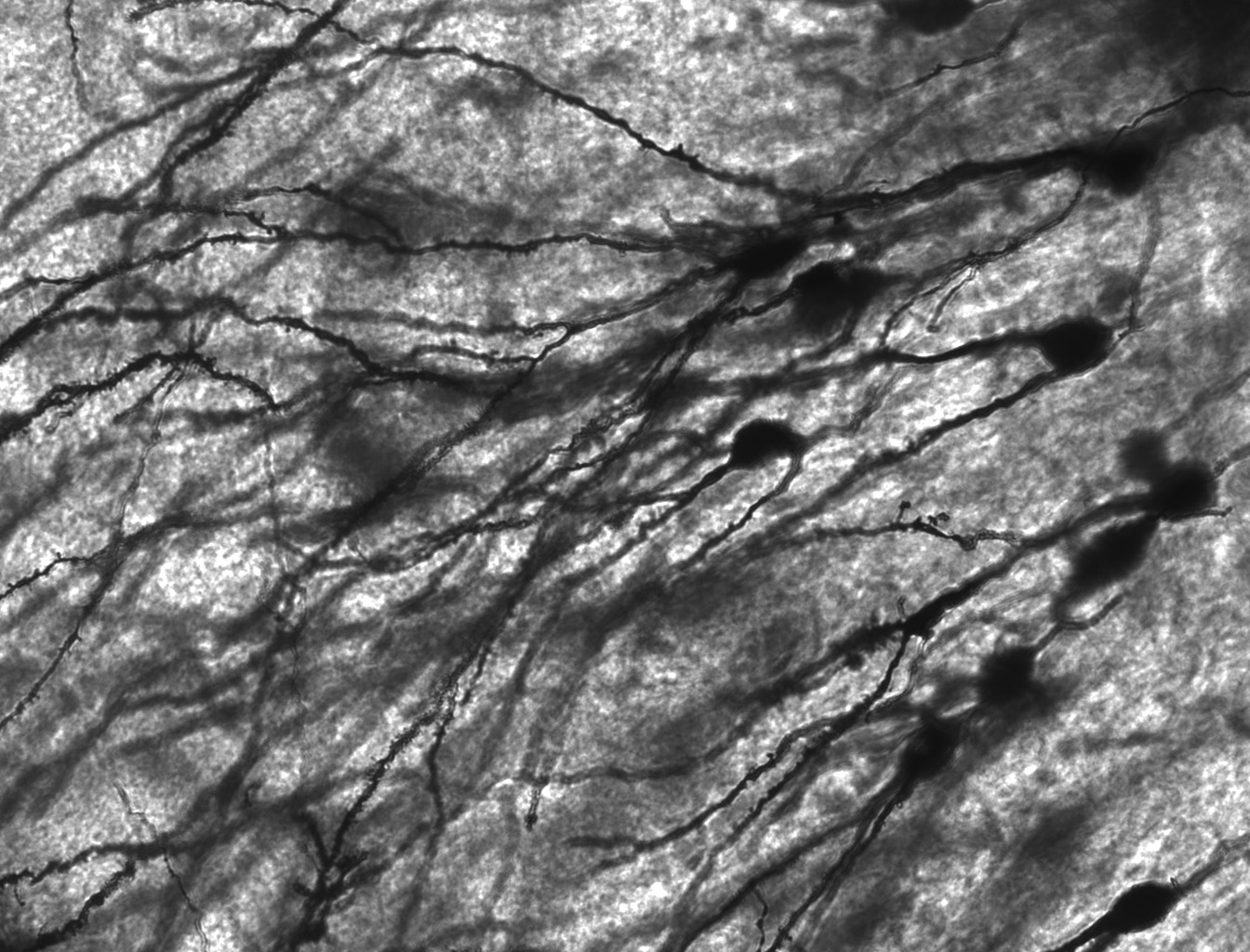
Нейрон у тканині людського гіпокампу, забарвлені методом Гольджі. Прийнято вважати, що у людей не ростуть нові клітини мозку, але дослідження показали, що деякі нейрони можуть відновлюватися.

- Спеціалізація півкуль мозку. Розумові здібності не є абсолютно розділеними між лівою та правою півкулями головного мозку.[318] Деякі психічні функції, такі як мовлення і мова (наприклад, центр Брока, зона Верніке), як правило, активують одну півкулю мозку більше, ніж іншу, у деяких видах завдань. Якщо одна півкуля пошкоджена в ранньому віці, ці функції часто може бути частково або навіть в повному обсязі відтворено на іншій півкулі (див. нейропластичність). Інші здібності, такі як контроль рухів, пам'ять, і загальні міркування підтримуються обома півкулями однаково.[319]
- Нервові клітини не відновлюються. Не правда, що до віку двох років у людини вже сформовані всі клітини мозку, які будь-коли у неї будуть, твердження, яке медичні експерти вважали правдивим до 1998 року.[320][321][322] Тепер науковці зрозуміли, що нові нейрони можуть з'являтися у деяких частинах постнатального мозку. Дослідники спостерігали дорослий нейрогенез у птахів,[323] мавп старого світу[324] і людини.[325] Дорослі особини цих видів зберігають мультипотентні нервові стовбурові клітини в субвентрикулярній зоні[en] бічних шлуночків і субгранулярній зоні[en] зубчастої звивини.[326][327] Новонароджені нейрони, які генеруються в цих зонах, мігрують до нюхової цибулини і в зубчасту звивину, відповідно, і вважається, що вони інтегруються у наявні нейронні ланцюги. Функції і фізіологічне значення нейронів, новоутворених у дорослих, залишаються неясними. Деякі дослідження показали, що постнатальний нейрогенез також відбувається в неокортексі,[328][329][330] ця ідея є спірною.[331]
- Вакцини спричиняють аутизм. Вакцини не викликають аутизму чи розладів аутистичного спектру. Хоча підтасоване дослідження Ендрю Вейкфілда стверджує наявність зв'язку, неодноразові спроби відтворити його результати закінчилися невдачею, і кінець кінцем показано, щоб його робота була зманіпульована.[332]
- Мозок працює лише на 10%. Люди не використовують тільки десять відсотків свого мозку. Хоча це правда, що одночасно у мозку задіяне невелике число нейронів, та неактивні нейрони теж важливі.[333][334] Ця хиба була поширеною в американській культурі, принаймні, ще на початку 20-го століття, і пов'язана з Вільямом Джеймсом, який, мабуть, використав вислів метафорично.[335]
- Стилі навчання. Усі люди вчаться принципово подібним чином.[336] Зокрема, немає жодних доказів ні того, що люди мають різні стилі навчання, ні того, що припасування стилю вчителя до передбачуваного стилю навчання учня покращує затримання інформації.[337]

#### Хвороби

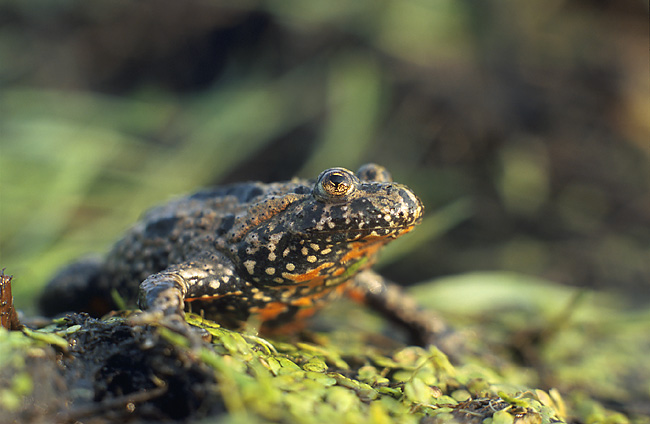
Шишки на жабі — це не бородавки, і тому не можуть викликати бородавки у людей

- Молоко спричиняє нежить. Вживання молока або інших молочних продуктів не збільшує продукування слизу.[338][339] Тобто їх не треба уникати під час грипу чи закладеного носа.
- Від жаби можна заразитися бородавками. Люди не можуть «набратися» бородавок від жаб і інших тварин; шишки на жабі — це не бородавки.[340][341] Бородавки на шкірі людини викликаються унікальним для людини вірусом папіломи.
- Хрускання пальцями шкодить суглобам. Хрускання кісточками пальців не призводить до остеоартрозу.[342][343]
- Шкода від насіння. Вживання горіхів, попкорн чи насіння не збільшує ризик розвитку дивертикуліту.[344] Ці продукти насправді можуть мати захисний ефект.[345]
- Стрес спричиняє гіпертензію. Стрес відіграє відносно незначну роль у гіпертензії.[346] Дія окремих розслаблювальних процедур не підкріплюється доказами.[347] Виявлено, що гострий стрес тимчасово підвищує кров'яний тиск. Дані зі спостережних досліджень показали можливий зв'язок між хронічним стресом і стійким підвищенням артеріального тиску. З медичної точки зору, стрес відіграє малу роль у гіпертонії, в той час як повторюваною темою у дослідженнях є впевненість звичайних людей, що стрес є найважливішою її причиною.
- За кольором мокротиння можна визначити збудника хвороби. У хворих на застуду колір мокротиння і назального секрету може варіюватися від прозорого до жовтого і зеленого, що не вказує на клас збудника інфекції.[348][349]
- Лимони запобігають застуді. Присутній у лимонах вітамін С не запобігає від застуди, хоча він може мати захисний ефект під час інтенсивних вправ за холодної погоди і може трохи зменшити тривалість і тяжкість застуди після зараження.[350][351]
- Людям з екземою не можна купатися. Людям з екземою купання не сушить шкіру і може насправді бути корисним.[352][353]
- Китайці використовують ріг носорога як афродизіак. Ріг носорога в подрібненому вигляді не використовується як афродизіак у традиційній китайській медицині під назвою Cornu Rhinoceri Asiatici (犀角, xījiǎo, «ріг носорога»). Його призначають при лихоманці і судомах,[354] цей метод лікування не підкріплений доказовою медициною.
- Іржа спричиняє правець. Іржа не викликає правець. Бактерії Clostridium tetani можна зустріти у забрудненому середовищі, й оскільки вони розмножуються за тих же умов, які спричиняють ржавіння металу, деякі люди асоціюють іржу з правцем. Для розмноження бактерії Clostridium tetani потребують слабокисневого середовища, яке можна знайти у нашаруванні іржі, яка утворюється на незахищеному від окиснення металі.[355]

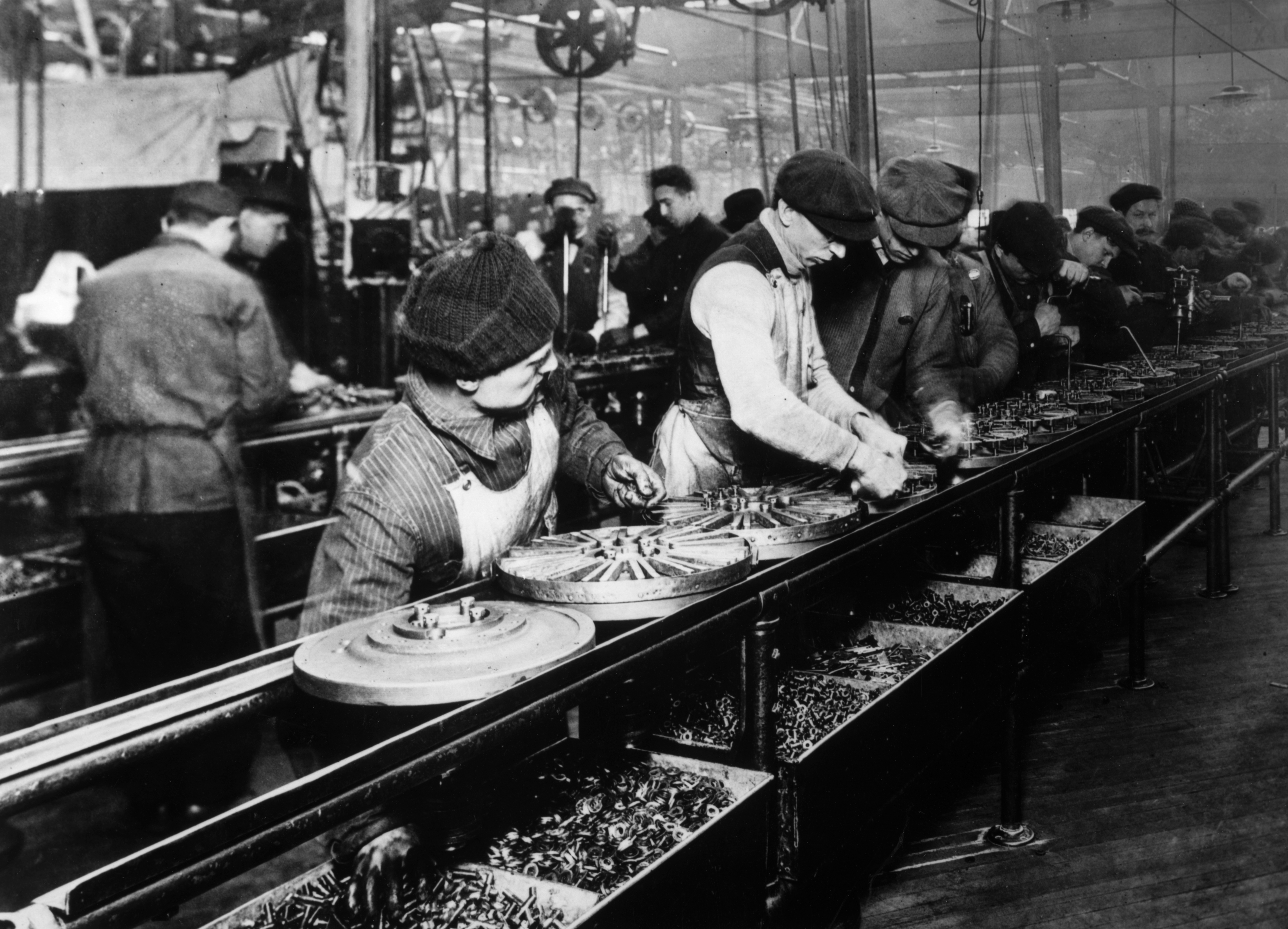
Генрі Форд не винаходив конвеєр, хоча він значно оптимізував роботу працівників на ньому

### Винаходи
- Винахід арахісового масла. Джордж Вашингтон Карвер не винаходив арахісове масло, хоча вважається, що він відкрив триста способів використання арахісу і ще сотні — бобів, горіхів і солодкої картоплі.[356][357]
- Винахід електричної лампочки. Томас Едісон не винайшов електричну лампочку.[358] Він, однак, розробив першу практичну лампочку в 1880 (з використанням карбонізованої бамбукової нитки розжарювання), незадовго до Джозефа Свона, який винайшов ще ефективнішу лампочку в 1881 році (в якій використовувалась целюлозна нитка).
- Винаходи Форда. Генрі Форд не винаходив автомобіль чи конвеєр. Він істотно покращив складальну лінію, іноді завдяки власним розробкам, але в основному шляхом організації роботи своїх робітників.[359][360] Вважають, що перший сучасний автомобіль створив Карл Бенц (співзасновник Мерседес-Бенц),[361] а конвеєр існував упродовж всієї історії.
- Винахідник парової машини. Джеймс Ватт не винайшов парову машину,[362] і також його ідеї про паровий двигун не з'явилися від спостерігання кипіння чайника, кришка якого відкривається від тиску пари.[363] Ватт покращив уже комерційно успішний паровий двигун Ньюкомена 1760-х — 1770-х років, зробивши певні поліпшення, що мали вирішальне значення для його подальшого використання (зокрема, зовнішній конденсатор), підвищуючи його ефективність, а пізніше додавши механізм для перетворення зворотно-поступального руху в обертальний рух; таким чином його новий паровий двигун згодом здобув величезну популярність.[364]

### Матеріалознавство
- Скло — це рідина. Скло не тече при кімнатній температурі як рідина високої в'язкості.[365] Хоча скло має деякі молекулярні властивості рідин, при кімнатній температурі скло є «аморфною твердою речовиною», яка починає текти лише при температурі вищій від температури склування,[366] хоча точна природа склування не узгоджена між вченими.[367] Скло старих вітражних вікон часто товще внизу, ніж угорі, і це наводиться як приклад повільного стікання скла упродовж кількох століть. Однак ця нерівномірність обумовлена виробничим процесом виготовлення віконного скла, використовуваного в той час. Як правило, скло встановлювали товстішим кінцем до нижньої частини рами, але також можна знайти старі вікна, де товстіший кінець знаходиться з боків або зверху. Жодних спотворень не спостерігається в інших скляних предметах, як-то скульптури чи оптичні прилади, що мають схожий або навіть більший вік.[368]
- Алмази утворюються з вугілля. Більшість алмазів не утворилися із сильно стисненого вугілля. Понад 99 % будь-коли видобутих алмазів сформувалися в умовах високих температур і тиску на глибині близько 140 км від поверхні Землі. Вугілля утворилося з доісторичних рослин, похованих під шаром гірських порід набагато ближче до поверхні, і навряд чи переміщувалося більше ніж на 3 км внаслідок звичайних геологічних процесів. Більшість алмазів, що були датовані, старіші, ніж перші наземні рослини, а отже, старіші, ніж вугілля. Цілком можливо, що алмази можуть утворюватися з вугілля в зонах субдукції і від метеоритних ударів, однак алмази, утворені в таких умовах, надзвичайно рідкісні, а вихідним матеріалом, в такому разі, імовірніше слугують карбонатні породи та органічний вуглець в осадових породах, а не вугілля.[369][370]

### Математика
- Золотий перетин відомих творів. Немає жодних свідчень, що стародавні греки свідомо проєктували Парфенон, щоб той відповідав золотому перетину.[371][372] Парфенон було завершено в 438 до н. е., більш ніж за століття до першої письмової згадки про це співвідношення в Евкліда. Так само й Вітрувіанська людина Леонардо да Вінчі не містить жодної згадки про золотий перетин у тексті, хоча там описано багато інших пропорцій.[373][374]

### Фізика

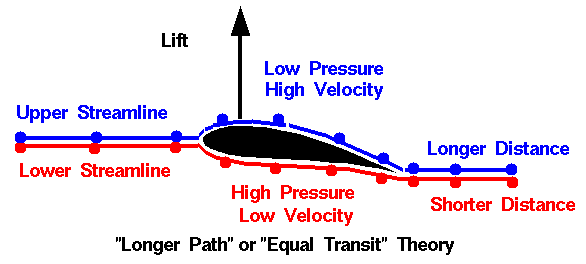
Ілюстрація (неправильного) пояснення підіймальної сили завдяки рівному часу проходження повітря

- Проходження повітря навколо крила літака. Це не правда, що повітря проходить над і під крилом літака за один і той же час.[375] Це хибне уявлення іноді називають «оманою рівного часу проходження», яка широко поширена у підручниках і науково-довідковій літературі, і навіть трапляється в матеріалах для підготовки пілотів. Насправді повітря, що рухається над верхньою частиною крила, завжди рухається набагато швидше, ніж припускає ця теорія, правильні пояснення підйомної сили дано у статті про неї.
- Обертання вирів залежить від півкулі Землі. Неправда, що вода завжди сходить, закручуючись у вихор проти годинникової стрілки у водних об'єктах в Північній півкулі і за годинниковою стрілкою у Південній через силу Коріоліса. У той же час також неправильно стверджувати, що ефект Коріоліса занадто слабкий, аби взагалі впливати на злив рідини з водного басейну.[376][377][378] Сила Коріоліса реальна і справді впливає на злив води, але її вплив крихітний порівняно зі сміттям або нерівностями дна басейну, або цілого ряду інших можливих чинників, тому вода зливається за або проти годинникової стрілки по обидві сторони від екватора.[379] Команда Ашера Шапіро і МІТ створила спеціальну циліндричну ємність з водою, запломбували її і витримали впродовж доби; коли воду спустили, вона утворила чіткий вихор проти годинникової стрілки, що підтвердило гіпотезу про те, що сила Коріоліса впливає навіть на малі водостоки. (Експеримент успішно повторили багато разів у різних місцях Північної півкулі; ідентичні тести в Сіднеї дали зворотний результат, як і передбачалося).[380]
- Балансування на велосипеді. Щоб балансувати на велосипеді, не потрібні гіроскопічні сили чи геометричний слід.[381][382] Хоча гіроскопічні сили і слід можуть бути факторами впливу, було показано[en], що ці фактори не є ні обов'язковими, ні достатніми самі по собі.

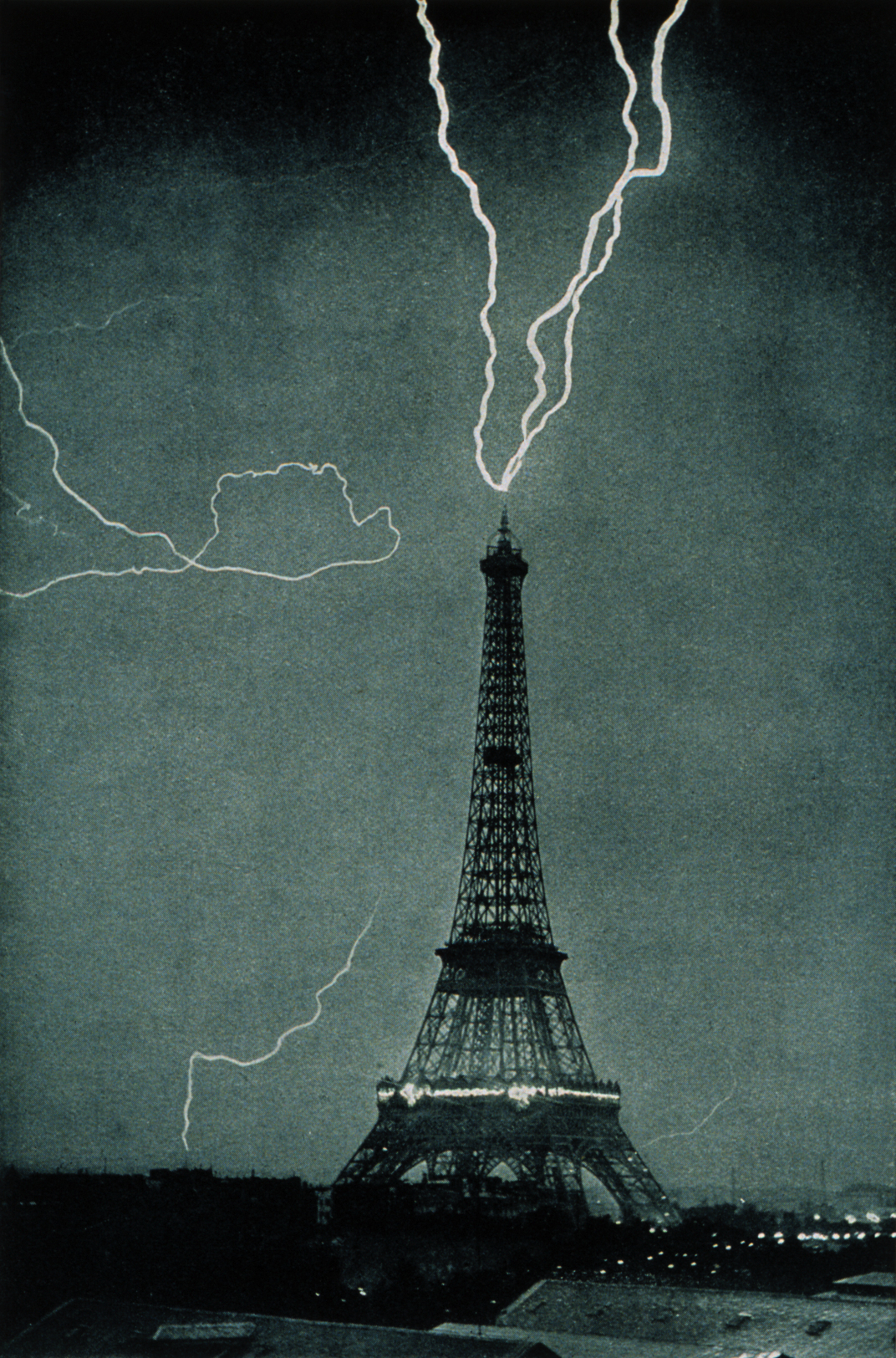
Блискавка насправді може вдаряти в одне й те ж місце

- Блискавка не б'є двічі в те саме місце. Уявлення про те, що блискавка ніколи не вдаряє те ж місце двічі — один з найстаріших і найвідоміших забобонів про блискавки. Немає ніякої причини, чому блискавка не може вдарити двічі в одне місце; якщо над певною територією йде гроза, то об'єкти й місця, які є більш виступають або краще проводять струм (і так зменшують відстань), з більшою імовірністю будуть уражені розрядом. Наприклад, блискавка вдаряє в Емпайр-Стейт-Білдінг у Нью-Йорку близько 100 разів на рік.[383][384]
- Кинута з висоти монета може вбити людину. Монета, що впала з Емпайр-Стейт-Білдінгу, не може вбити людину чи зробити тріщини на тротуарі.[385] Гранична швидкість монети, що падає, становить близько 50-80 км/год, і монета не перевищить цієї швидкості, незалежно від висоти, з якої впаде. На такій швидкості, енергії недостатньо, щоб пробити людський череп або зробити тріщину в бетоні, як показано в епізоді Руйнівників міфів. Як зазначено в передачі, Емпайр-Стейт-Білдінг є особливо поганим прикладом для цього помилкового уявлення, оскільки його конічна форма не дозволяє впустити щось безпосередньо від найвищої точки до рівня вулиці. Однак це й не означає, що кидати монети з такої висоти безпечно — вони все ж можуть заподіяти шкоду.
- Перепрацювання обігрівача. Коли температура навколишнього середовища низька, тимчасове зниження температури на програмованому термостаті[en] в будівлі (наприклад, вночі або коли нікого немає) замість підтримки постійної температури дозволяє заощаджувати значну кількість енергії.[386] Поширений міф полягає в тому, що якщо приміщенню дозволити охолодитися, то батарея повинна буде «більше працювати», щоб підігріти його до комфортної температури, перекриваючи або навіть перевищуючи енергію, заощаджену за час зменшення температури. Насправді ця практика може привести до економії енергії від 5 до 15 відсотків, оскільки втрата тепла теплою будівлею в холодному навколишньому середовищі пропорційна різниці температур всередині і зовні будівлі.

### Психологія

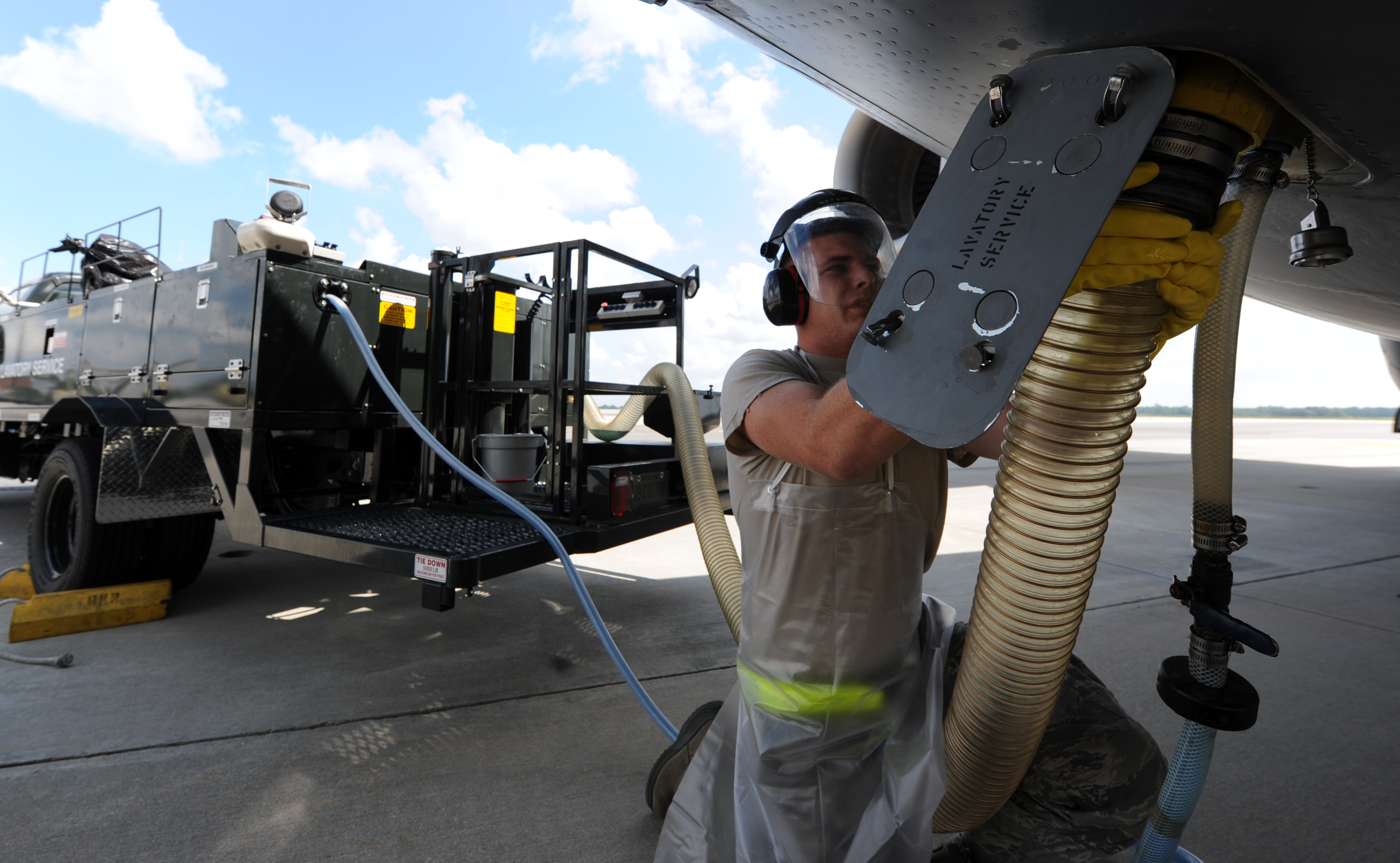
Туалетні ємності літака спорожнюють на землі

- Люди з дислексією бачать літери віддзеркаленими. Сприйняття букв розверненими в інший бік не є визначальною рисою дислексії. Це розлад у людей, які мають хоча б середній рівень інтелекту, але мають труднощі з написанням слів, швидким читанням, написанням слів, «проговорюванням про себе», вимовою при читанні вголос і розумінням прочитаного. Хоча деякі дислектики також мають проблеми з розвертанням літер, це не є характерним симптомом дислексії[387].
- Людина може запам'ятати все, що бачить. Немає жодних наукових доказів існування «фотографічної» пам'яті у дорослих (здатності запам'ятовувати образи з високою точністю, подібної до фотознімку),[388] але деякі діти мають ейдетичну пам'ять.[389] Багато людей стверджують, що мають фотографічну пам'ять, але показано, що ці люди мають добру пам'ять на спогади як наслідок мнемонічні засобів, а не природної здібності до детального кодування пам'яті.[390] Існують рідкісні випадки людей з винятковою пам'яттю[en], але ніхто з них не має такої пам'яті, що імітує камеру.
- Шизофренія і роздвоєння особистості. Шизофренія — це не те ж саме, що диссоціативний розлад особистості, тобто подвійна або множинна особистість.[391] Етимологічно термін «шизофренія» походить від грецьких коренів σχίζειν («розділити») і φρήν, φρεν- («розум») і є терміном, який запропонував швейцарський психіатр Ойген Блейлер, буквальний переклад слова і призвів до цієї поширеної помилки.

### Транспорт
- Літаки скидають вміст туалетів під час польоту. Відходи з туалету ніколи не скидають з літака: зазвичай вони збираються в баки, які спорожнюють на землі з допомогою спеціальних машин.[392] Так званий «синій лід» трапляється через випадковий витік із бака для відходів. Пасажирські поїзди історично практикували злив на колію за межами населених пунктів; сучасні поїзди тепер мають ємності для подібних відходів, які спорожнюються після рейсу.
- Акумулятор швидше розряджається на бетонній підлозі. Автомобільні акумулятори, які зберігаються на бетонній підлозі, не розряджаються швидше, ніж ті, що стоять на будь-яких інших поверхнях,[393] хоча серед американців побудує побоювання, що бетон акумуляторам шкодить.[394] Перші батареї могли бути чутливими до вологи внаслідок пористості оболонки, однак уже багато років свинцево-кислотні акумулятори мають непроникні поліпропіленові контейнери,[395] які не пропускають вологи всередину, а електроліт — назовні.[396][397]

## Виноски
1. ↑  Слово «irregardless» виникло у діалектній американській мові на початку 20-го століття.